# Gaillac
Cet article possède des paronymes, voir Gajac et Chaillac.
Pour l’article ayant un titre homophone, voir Gaïac.
Pour les articles homonymes, voir Gaillac (homonymie).
Gaillac (en occitan Galhac) est une commune française, située dans le département du Tarn, en région Occitanie. En 2022, Gaillac compte 16 080 habitants (3e ville du département du Tarn, après Albi et Castres). Elle a connu une forte hausse de sa population depuis 1962. L'unité urbaine de Gaillac (ou agglomération) compte 19 621 habitants (en 2022). La ville de Gaillac est au cœur du Gaillacois, un pays qui doit sa notoriété à la qualité de ses vins. Elle fait partie de l'aire d'attraction de Gaillac.
Exposée à un climat océanique altéré, elle est drainée par le Tarn, le Tescou, le ruisseau de Banis, le ruisseau de Jeansault, le ruisseau de la Saudronne, le ruisseau de Viars et par divers autres petits cours d'eau. La commune possède un patrimoine naturel remarquable composé d'une zone naturelle d'intérêt écologique, faunistique et floristique.
Les habitants de la ville de Gaillac se nomment les Gaillacois et Gaillacoises.
Ville millénaire, Gaillac a grandi grâce à l'agriculture florissante de sa région, le vin de Gaillac et le pastel, exportés grâce à son port et à l'activité économique de l'abbaye Saint-Michel. Ce passé a laissé l'empreinte de la brique rose dans toute la ville historique rénovée. La ville est d'ailleurs à ce titre surnommée « La Rose du Midi ».
Aujourd'hui, Gaillac, troisième ville du département du Tarn possède de nombreux atouts (notamment son positionnement géographique) qui expliquent sa croissance économique et démographique : industrie, tourisme et services.

## Géographie
Commune située à 19 km au sud-ouest d'Albi, les autres villes proches sont : Castres (42,7 km), Toulouse (51,1 km), Lavaur (25 km), Graulhet (20 km), Carmaux (31 km), Montauban (50 km).

### Communes limitrophes
Les communes limitrophes sont Broze, Brens, Cahuzac-sur-Vère, Castelnau-de-Montmiral, Lisle-sur-Tarn, Montans, Rivières et Senouillac.
Gaillac est limitrophe de huit autres communes.
| Castelnau-de-Montmiral | Broze   | Cahuzac-sur-Vère, Senouillac |
| Lisle-sur-Tarn         | Gaillac | Rivières                     |
|                        | Montans | Brens                        |

### Géologie et relief
Gaillac est établie sur la première terrasse du Tarn.
La superficie de la commune est de 5 093 hectares ; son altitude varie de 105  à   288 mètres.

### Hydrographie

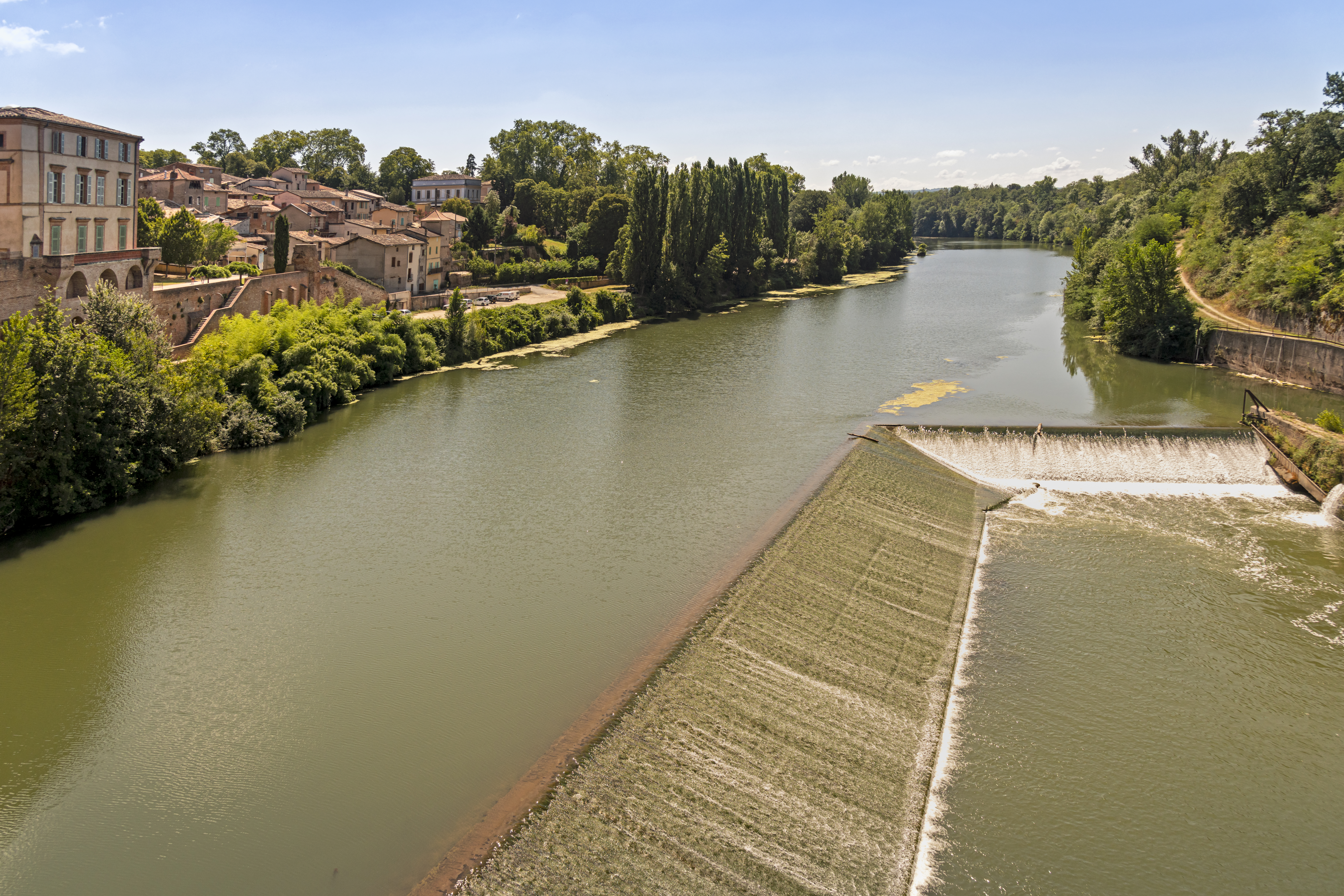
Le seuil sur le Tarn à Gaillac

La commune est dans le bassin de la Garonne, au sein du bassin hydrographique Adour-Garonne. Elle est drainée par le Tarn, le Tescou, le ruisseau de Banis, le ruisseau de Jeansault, le ruisseau de la Saudronne, le ruisseau de Viars, le Merdialou, le ruisseau de Frausseilles, le ruisseau de la Forêt, le ruisseau de Mérigot le ruisseau de Négo Rattos et par divers petits cours d'eau, qui constituent un réseau hydrographique de 42 km de longueur totale,.
Le Tarn, d'une longueur totale de 380 km, prend sa source sur le mont Lozère, dans le nord de la commune du Pont de Montvert - Sud Mont Lozère en Lozère, et se jette dans la Garonne à Saint-Nicolas-de-la-Grave, en Tarn-et-Garonne.
Le Tescou, d'une longueur totale de 48,8 km, prend sa source dans la commune de Castelnau-de-Montmiral et s'écoule d'est en ouest. Il traverse la commune et se jette dans le Tarn à Montauban, après avoir traversé 13 communes.

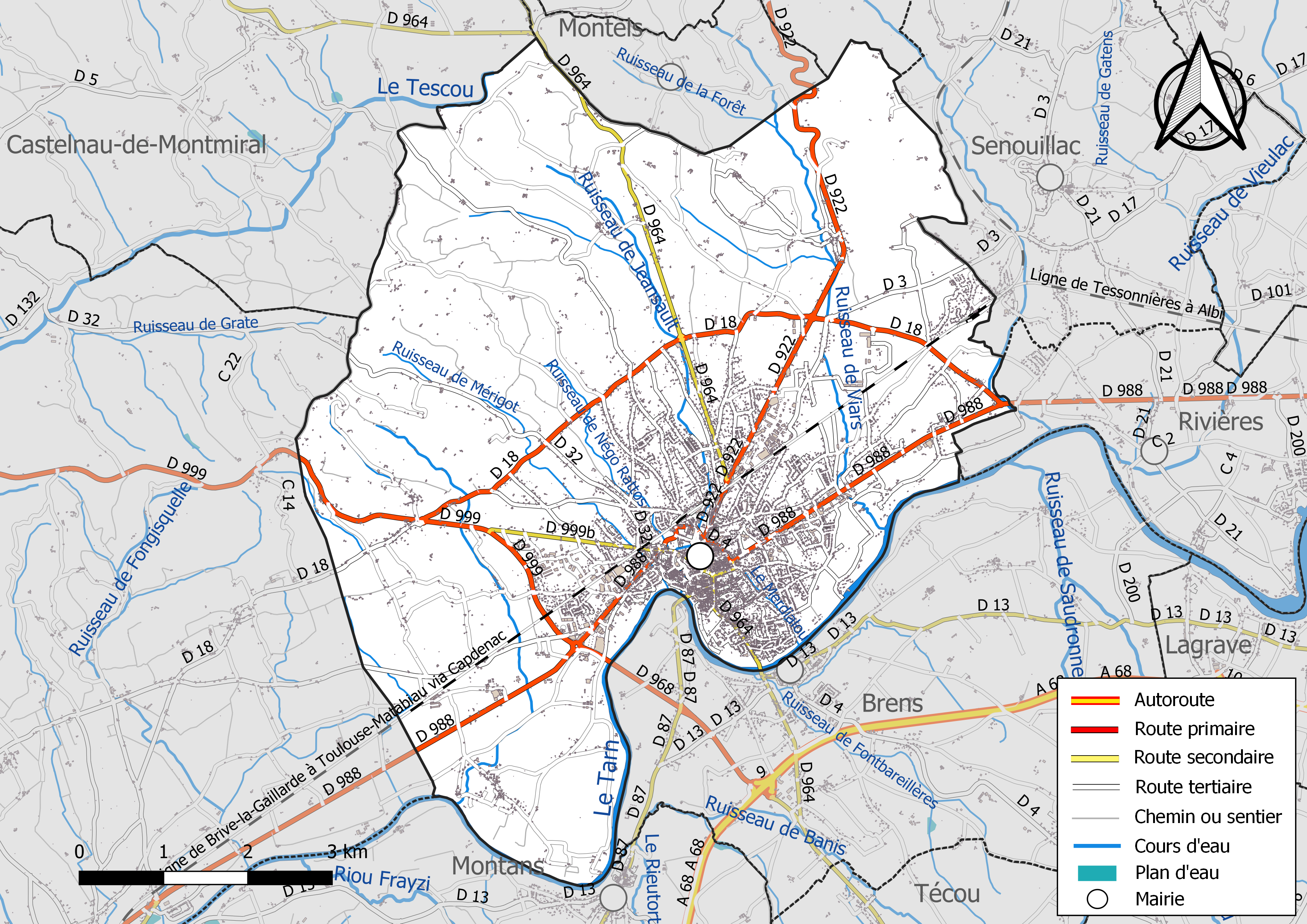
Réseaux hydrographique et routier de Gaillac.

### Climat
Pour des articles plus généraux, voir Climat de l'Occitanie et Climat du Tarn.
En 2010, le climat de la commune est de type climat du Bassin du Sud-Ouest, selon une étude du Centre national de la recherche scientifique s'appuyant sur une série de données couvrant la période 1971-2000. En 2020, Météo-France publie une typologie des climats de la France métropolitaine dans laquelle la commune est exposée à un climat océanique altéré et est dans la région climatique Aquitaine, Gascogne, caractérisée par une pluviométrie abondante au printemps, modérée en automne, un faible ensoleillement au printemps, un été chaud (19,5 °C), des vents faibles, des brouillards fréquents en automne et en hiver et des orages fréquents en été (15 à 20 jours).
Pour la période 1971-2000, la température annuelle moyenne est de 13,3 °C, avec une amplitude thermique annuelle de 16 °C. Le cumul annuel moyen de précipitations est de 731 mm, avec 10,7 jours de précipitations en janvier et 5,2 jours en juillet. Pour la période 1991-2020, la température moyenne annuelle observée sur la station météorologique de Météo-France la plus proche, « Albi », sur la commune du Sequestre à 16 km à vol d'oiseau, est de 13,8 °C et le cumul annuel moyen de précipitations est de 733,9 mm. 
La température maximale relevée sur cette station est de 42,3 °C, atteinte le 23 août 2023 ; la température minimale est de −20,4 °C, atteinte le 16 janvier 1985,,.
Les paramètres climatiques de la commune ont été estimés pour le milieu du siècle (2041-2070) selon différents scénarios d'émission de gaz à effet de serre à partir des nouvelles projections climatiques de référence DRIAS-2020. Ils sont consultables sur un site dédié publié par Météo-France en novembre 2022.

### Milieux naturels et biodiversité

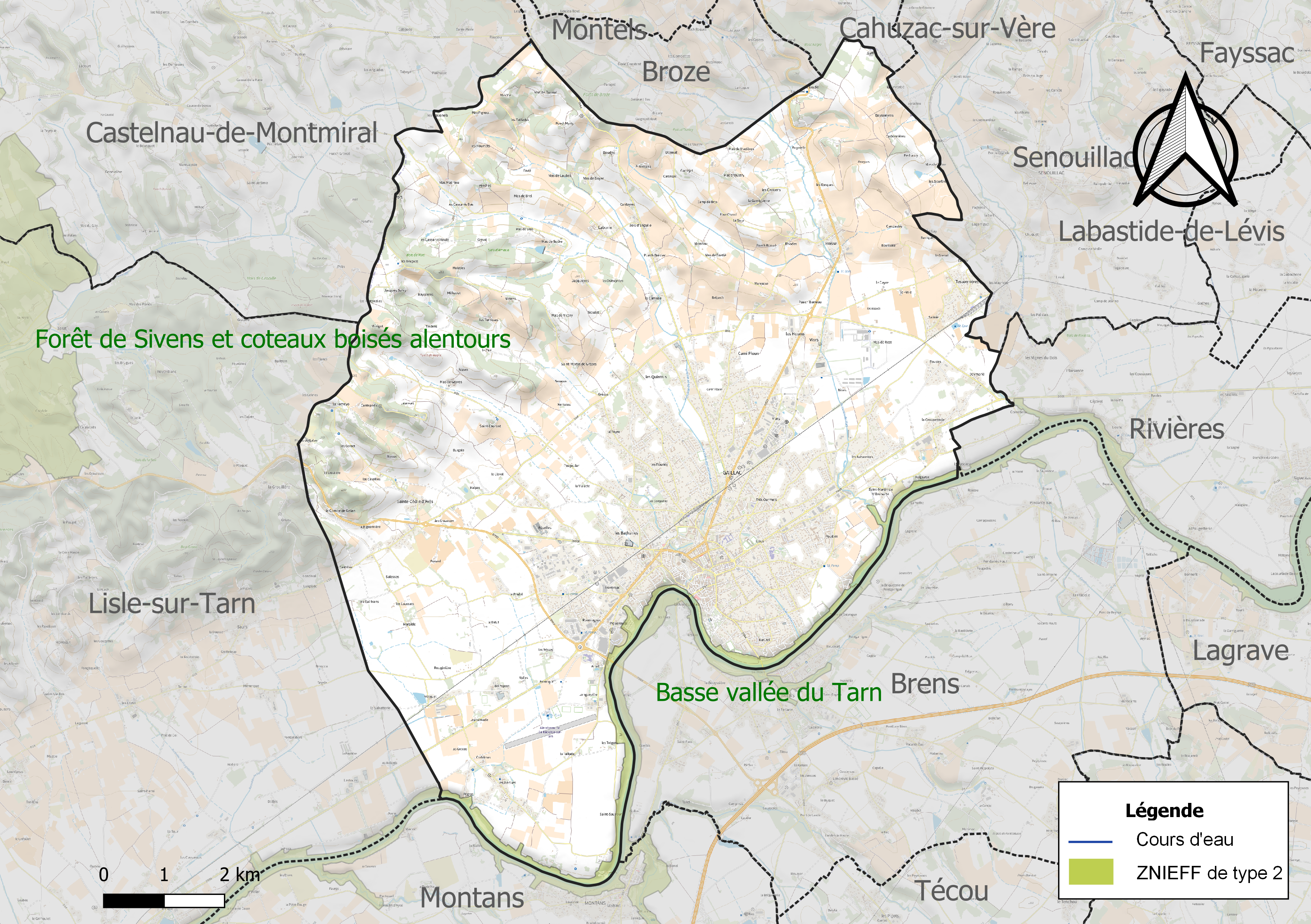
Carte de la ZNIEFF de type 2 localisée sur la commune.

L’inventaire des zones naturelles d'intérêt écologique, faunistique et floristique (ZNIEFF) a pour objectif de réaliser une couverture des zones les plus intéressantes sur le plan écologique, essentiellement dans la perspective d’améliorer la connaissance du patrimoine naturel national et de fournir aux différents décideurs un outil d’aide à la prise en compte de l’environnement dans l’aménagement du territoire.
Une ZNIEFF de type 2 est recensée sur la commune :
la « basse vallée du Tarn » (3 623 ha), couvrant 49 communes dont huit dans la Haute-Garonne, 20 dans le Tarn et 21 dans le Tarn-et-Garonne.

## Urbanisme

### Typologie
Au 1er janvier 2024, Gaillac est catégorisée centre urbain intermédiaire, selon la nouvelle grille communale de densité à sept niveaux définie par l'Insee en 2022.
Elle appartient à l'unité urbaine de Gaillac, une agglomération intra-départementale regroupant trois  communes, dont elle est ville-centre,,. Par ailleurs la commune fait partie de l'aire d'attraction de Gaillac, dont elle est la commune-centre,. Cette aire, qui regroupe 14 communes, est catégorisée dans les aires de moins de 50 000 habitants,.

### Occupation des sols
L'occupation des sols de la commune, telle qu'elle ressort de la base de données européenne d’occupation biophysique des sols Corine Land Cover (CLC), est marquée par l'importance des territoires agricoles (77,9 % en 2018), en diminution par rapport à 1990 (84 %). La répartition détaillée en 2018 est la suivante : 
cultures permanentes (35,7 %), zones agricoles hétérogènes (23,7 %), terres arables (18,6 %), zones urbanisées (15,2 %), forêts (2,7 %), zones industrielles ou commerciales et réseaux de communication (2,3 %), eaux continentales (1,2 %), espaces verts artificialisés, non agricoles (0,6 %). L'évolution de l’occupation des sols de la commune et de ses infrastructures peut être observée sur les différentes représentations cartographiques du territoire : la carte de Cassini (XVIIIe siècle), la carte d'état-major (1820-1866) et les cartes ou photos aériennes de l'IGN pour la période actuelle (1950 à aujourd'hui).

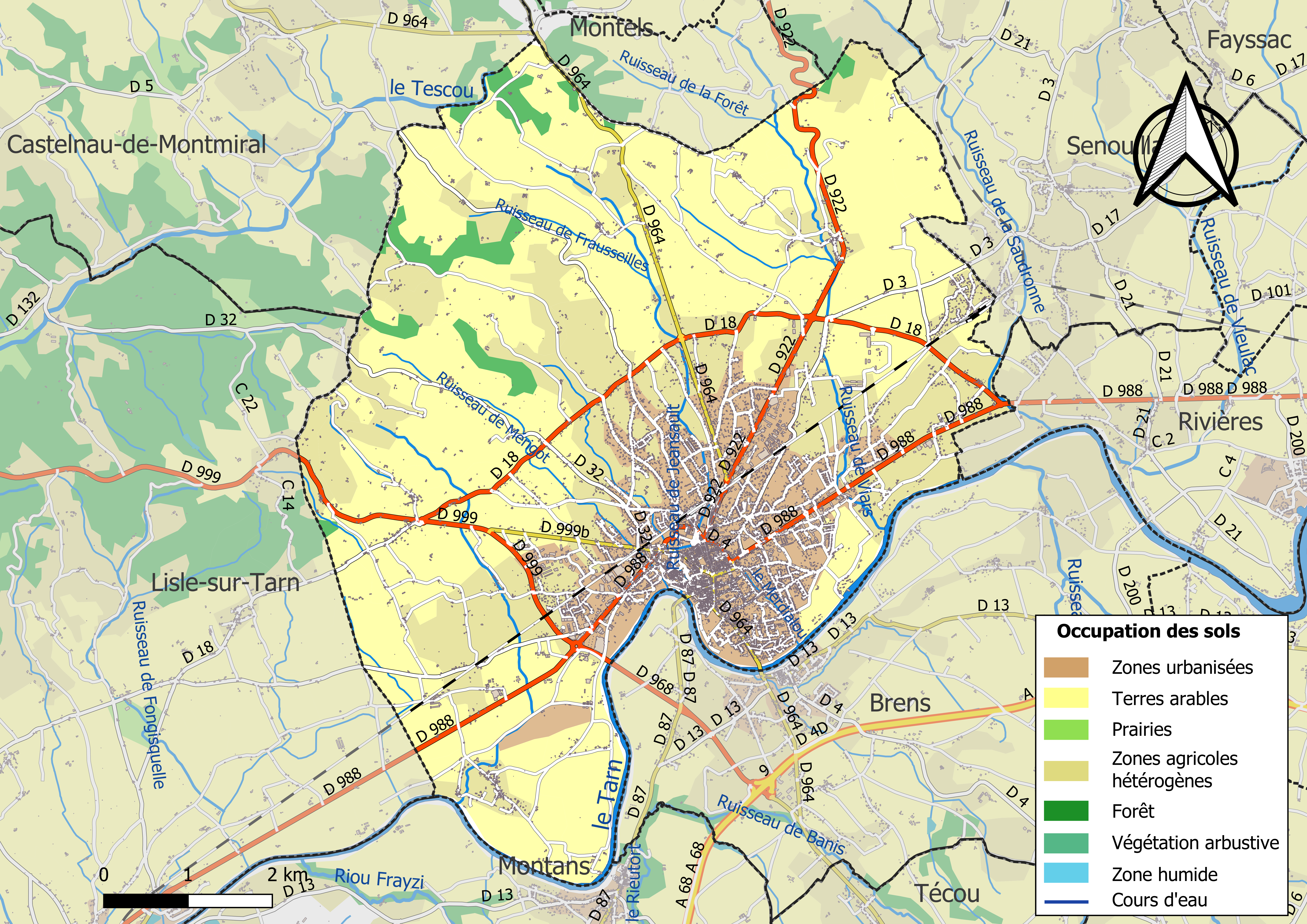
Carte des infrastructures et de l'occupation des sols de la commune en 2018 (CLC).

### Voies de communication et transports
Déjà au Moyen Âge, Gaillac avait un port fluvial important sur la Tarn. Les gabarres descendaient le Tarn vers Bordeaux, chargées de barriques de vin, de bois, de produits alimentaires, etc. Le vin de Gaillac était ensuite envoyé en Angleterre à partir du Moyen Âge central. La remontée se faisait à pied lorsque les gabarres étaient revendues pour être démontées à Bordeaux, ou halées par des chevaux ou des bœufs jusqu'à leur port d'origine. 
Cette pratique a fortement ralenti avec l'arrivée du chemin de fer et a complètement cessé après la crue de 1931 qui a endommagé les installations.

#### Voies routières
Gaillac se trouve à un carrefour routier très ancien. Situé entre Toulouse et Albi, la ville est aujourd'hui desservie par l'axe autoroutier A68 (sorties no 9). Les routes venant de Montauban, Cordes et Graulhet s'y croisent anciennes routes nationales (RN 88, RN 99 et RN 664). La RD 968 contourne Gaillac par le sud-ouest.

#### Voies ferroviaires
La gare de Gaillac, desservie par des TER Occitanie qui la relient à Toulouse-Matabiau et à Carmaux ou à Rodez, est inaugurée en 1864 par la Compagnie du chemin de fer de Paris à Orléans sur la ligne Brive-Toulouse via Capdenac.
La gare de Tessonnières, située également sur le territoire de la ville, est elle aussi desservie par des TER Occitanie.

#### Transports en commun
Gaillac est desservie par son propre réseau de transports en commun, dénommé La Navette. Il se compose de 5 lignes régulières qui traversent la ville et qui transitent toutes par la Place de la Libération, située en centre-ville.
La ville est également desservie par de nombreuses lignes régulières du réseau régional liO, qui la relient à des villes du Tarn et de la région Occitanie : la ligne 702 vers Albi ou Saint-Sulpice-la-Pointe ; la ligne 704 vers Castres ; la ligne express 709 vers Albi ou Saint-Sulpice-la-Pointe ; la ligne 710 vers Lavaur ; la ligne 712 vers Albi ; la ligne 721 vers Montauban ou Albi.

#### Transports aériens
Aérodrome de Gaillac - Lisle-sur-Tarn petit aérodrome de tourisme établi entre Gaillac et Lisle-sur-Tarn. La piste unique utilisée par l'aéroclub du gaillacois est en herbe et mesure plus d'un kilomètre.

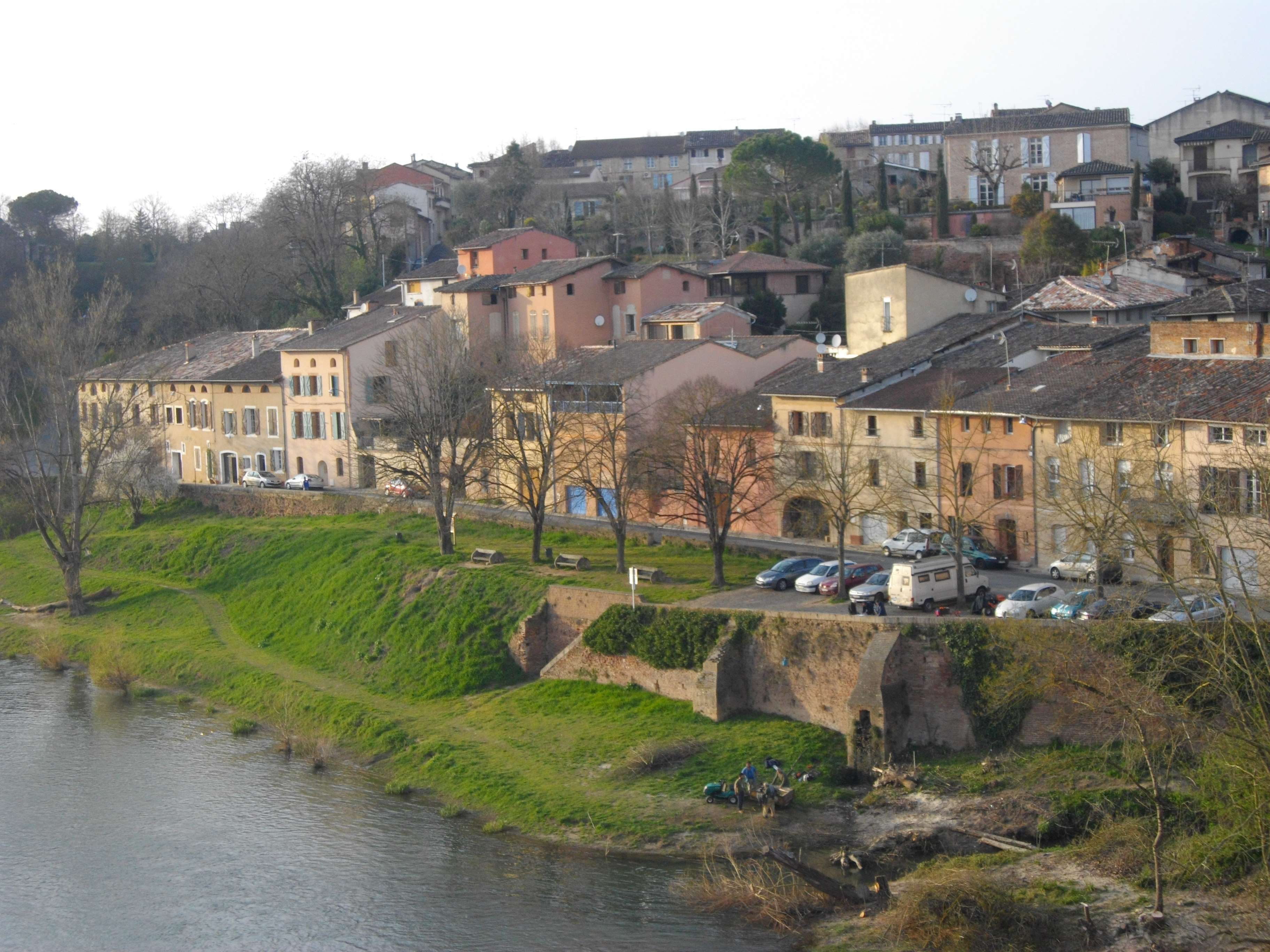
Ancien port fluvial
L'entrée par le pont routier Saint Michel sur le Tarn

### Risques majeurs
Le territoire de la commune de Gaillac est vulnérable à différents aléas naturels : météorologiques (tempête, orage, neige, grand froid, canicule ou sécheresse), inondations, mouvements de terrains et séisme (sismicité très faible). Il est également exposé à trois risques technologiques, le transport de matières dangereuses et  le risque industriel et la rupture d'un barrage. Un site publié par le BRGM permet d'évaluer simplement et rapidement les risques d'un bien localisé soit par son adresse soit par le numéro de sa parcelle.

#### Risques naturels
Certaines parties du territoire communal sont susceptibles d’être affectées par le risque d’inondation par débordement de cours d'eau, notamment le Tarn et le Tescou. La cartographie des zones inondables en ex-Midi-Pyrénées réalisée dans le cadre du XIe Contrat de plan État-région, visant à informer les citoyens et les décideurs sur le risque d’inondation, est accessible sur le site de la DREAL Occitanie. La commune a été reconnue en état de catastrophe naturelle au titre des dommages causés par les inondations et coulées de boue survenues en 1982, 1988, 1992, 1994, 1996, 2001, 2003 et 2014,.
Gaillac est exposée au risque de feu de forêt. En 2022, il n'existe pas de Plan de Prévention des Risques incendie de forêt (PPRif). Le débroussaillement aux abords des maisons constitue l’une des meilleures protections pour les particuliers contre le feu,.

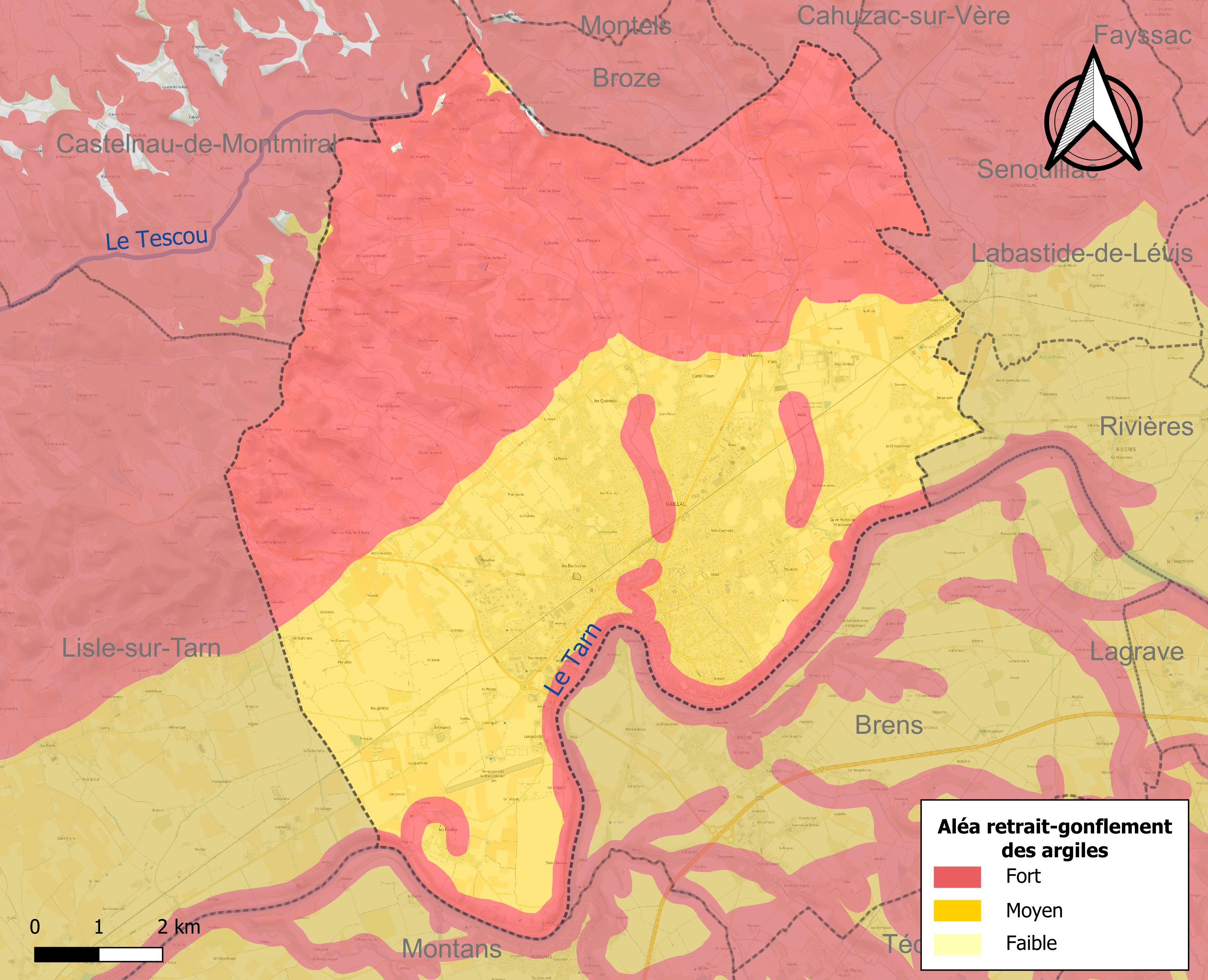
Carte des zones d'aléa retrait-gonflement des sols argileux de Gaillac.

La commune est vulnérable au risque de mouvements de terrains constitué principalement du retrait-gonflement des sols argileux. Cet aléa est susceptible d'engendrer des dommages importants aux bâtiments en cas d’alternance de périodes de sécheresse et de pluie. 99,9 % de la superficie communale est en aléa moyen ou fort (76,3 % au niveau départemental et 48,5 % au niveau national). Sur les 5 606 bâtiments dénombrés sur la commune en 2019, 5 601 sont en aléa moyen ou fort, soit 100 %, à comparer aux 90 % au niveau départemental et 54 % au niveau national. Une cartographie de l'exposition du territoire national au retrait gonflement des sols argileux est disponible sur le site du BRGM,.
Par ailleurs, afin de mieux appréhender le risque d’affaissement de terrain, l'inventaire national des cavités souterraines permet de localiser celles situées sur la commune.

#### Risques technologiques
La commune est exposée au risque industriel du fait de la présence sur son territoire d'une entreprise soumise à la directive européenne SEVESO.
Le risque de transport de matières dangereuses sur la commune est lié à sa traversée par des infrastructures routières ou ferroviaires importantes ou la présence d'une canalisation de transport d'hydrocarbures. Un accident se produisant sur de telles infrastructures est susceptible d’avoir des effets graves sur les biens, les personnes ou l'environnement, selon la nature du matériau transporté. Des dispositions d’urbanisme peuvent être préconisées en conséquence.
La commune est en outre située en aval d'un barrage de classe A. À ce titre elle est susceptible d’être touchée par l’onde de submersion consécutive à la rupture de cet ouvrage.

## Toponymie
En occitan son nom est Galhac.
*Galliacum vient sans doute d'un propriétaire, Gallus, en latin "le Coq", dont le nom est antérieur à la fondation de la ville.

## Histoire

### Premières traces
Des traces d'un habitat gallo-romain existent dans les textes. Des fouilles faites sur le site de l'abbaye Saint-Michel confirment ces dires. À l'époque, il ne s'agit probablement que d'une villa, la ville locale de l'époque se trouvant sur l'autre rive du Tarn, dans l'oppidum de Montans. Sur ce site, des ateliers de potiers ont été exhumés.
Plus tard, au VIIe siècle, un texte relate le legs de Gaillac à la cathédrale de Cahors par son évêque, saint Didier. Un domaine religieux a donc succédé à la villa.

### Fondation officielle

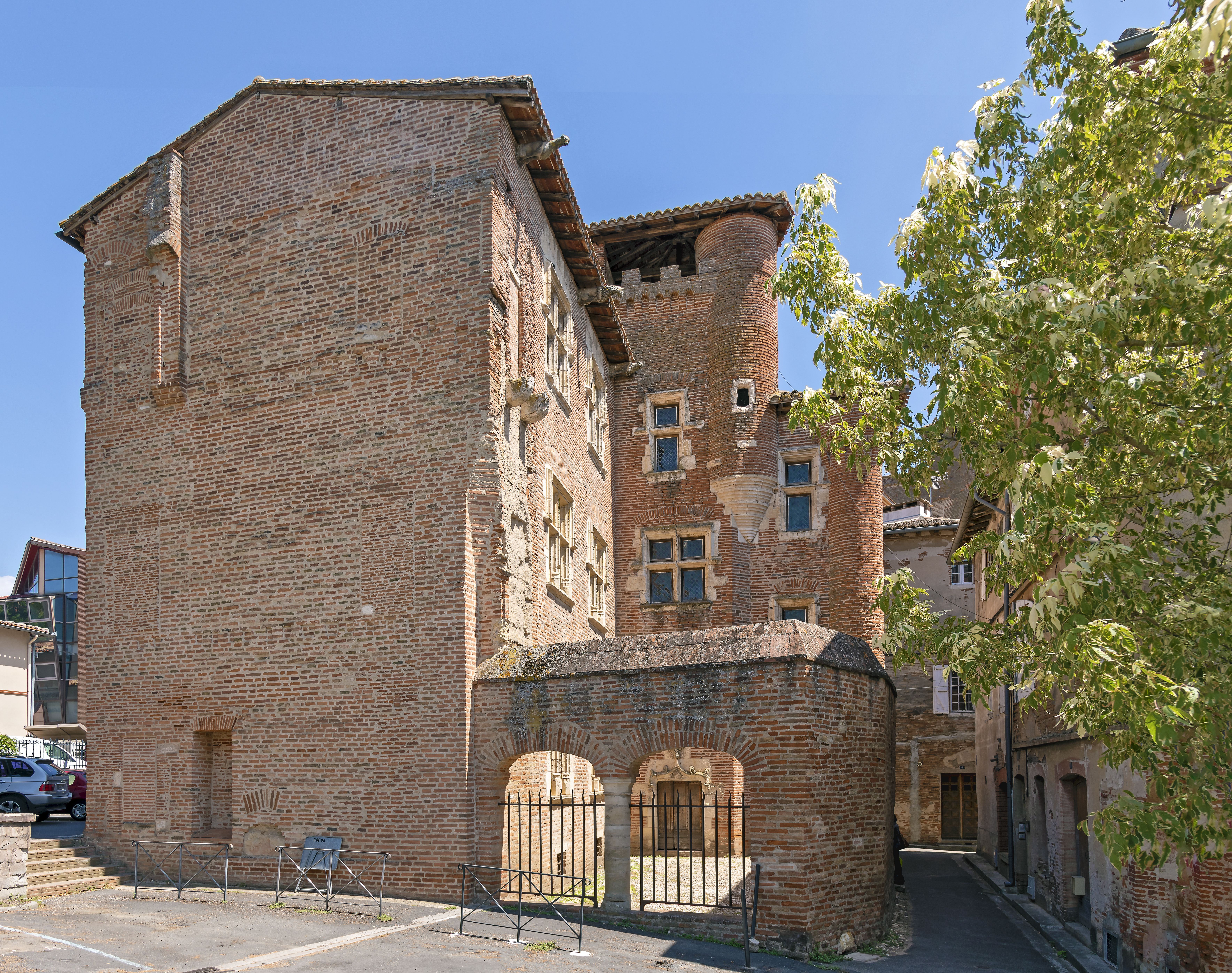
Maison Pierre de Brens, exemple de maison bourgeoise du centre-ville.

La date historique de fondation de la ville est 972, lorsque l'autel de l'église Saint-Michel est consacré. Un document atteste de cette cérémonie, menée par Frotaire, évêque d'Albi en présence de l'évêque de Lodève et du comte Raymond de Toulouse. Ce texte précise l'étendue des terres cédées au monastère bénédictin.
Les débuts de la ville se confondent avec la vie de l'abbaye Saint-Michel de Gaillac. La mise en valeur des terres agricoles, en particulier la viticulture, ont entraîné l'essor de la ville, progressivement peuplée de gens revendiquant la protection du clergé.
En 1381, craignant que l'hôpital Saint-André ne soit repris par les Anglais, les consuls le font démolir et seront excommuniés pour s'être passés de l'autorisation du pape.

### Guerres de Religion
Selon le récit de Mathieu Blouin, contemporain des faits, en 1562, les protestants saccagent l'église Saint-Pierre. Après quelques provocations, les catholiques excédés les pourchassent. Le consul Cabrol périt en tentant de s'interposer et les réformés sont précipités dans le Tarn depuis l'abbaye.
En 1568, les huguenots reprennent la ville. Les catholiques se réfugient dans le château de l'Hom. Pour les en déloger, les assaillants mettent le feu au faubourg de l'Hom. La loi rigoureuse des protestants est appliquée : des prostituées ont l'oreille coupée, les lieux de culte sont saccagés et les remparts sont consolidés. En 1570, la paix autorise les catholiques à reprendre leur culte. Les troupes papales sévissent jusqu'en 1572 où 80 protestants sont enfermés et massacrés le 5 octobre. La ville restera alors catholique.

### Modernisation de la ville

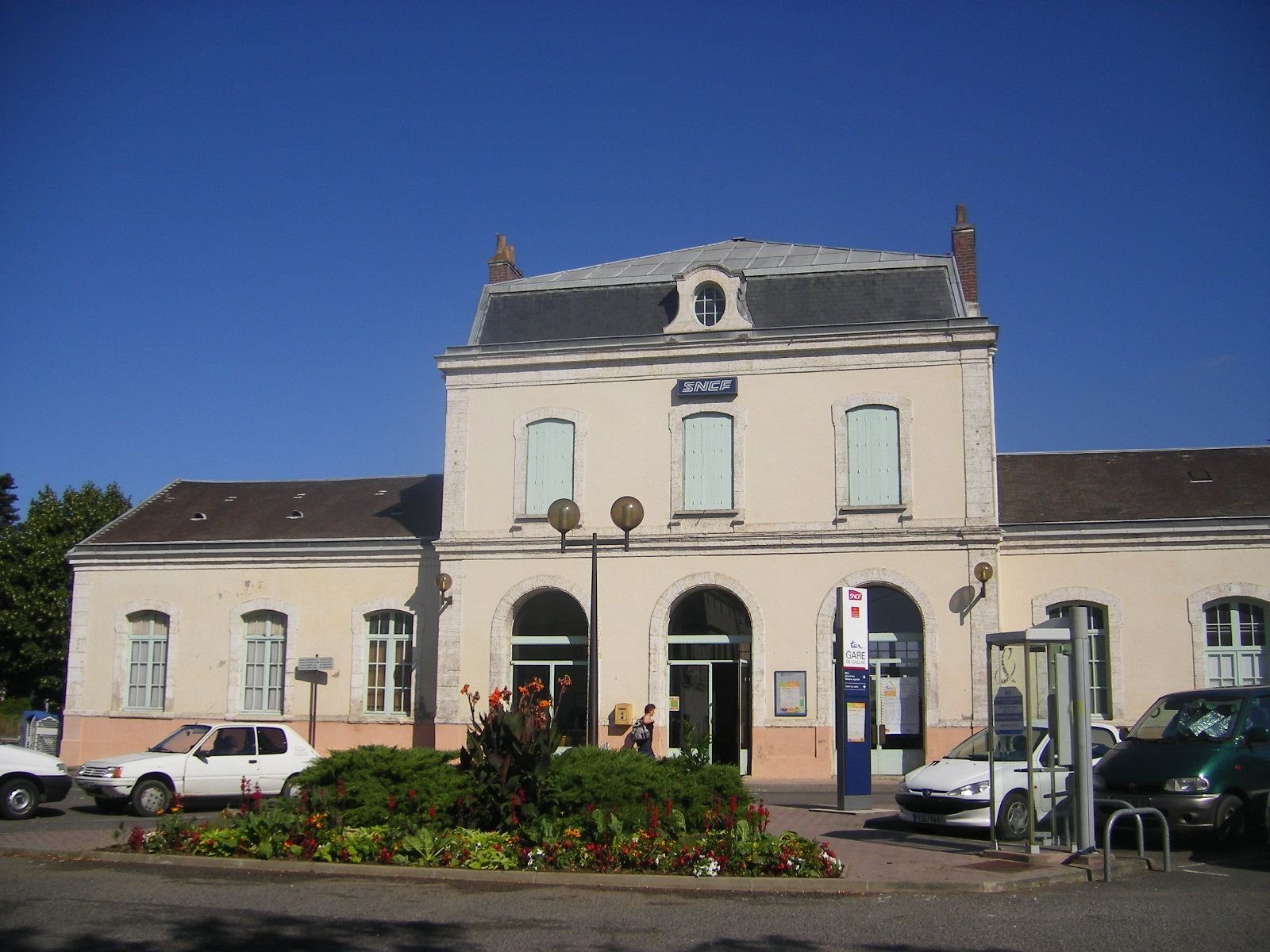
Gare de Gaillac.

Le visage médiéval de Gaillac perdure jusqu'au XVIIIe siècle : les remparts enserrent des maisons à colombage surplombant les venelles étroites.
Lors de la mise bas des remparts et des portes, les fossés sont remplis pour laisser place à de larges rues. Dans la vieille ville, des îlots en mauvais état sont détruits pour aérer l'espace et créer ou agrandir des places. Les faubourgs s'agrandissent le long des axes de communication, vers Albi, Montauban, Cordes, Toulouse ou Brens. Le faubourg de la Madeleine prend un essor capital avec l'érection du nouvel hôtel de ville en 1833. Sa façade néoclassique en brique crée une unité de style avec la place d'Hautpoul. La sous-préfecture, la poste et les pompiers prennent place dans le bâtiment. En centre-ville, donnant sur la place du Griffoul une halle à arcades de brique est construite en 1842. Un pont suspendu est bâti en 1839 pour remplacer le bac entre Gaillac et Brens.
La gare est inaugurée le 24 octobre 1864. Son rôle efface celui du port. Ce dernier exportait des produits agricoles en gabarres jusqu'à Bordeaux enrichissant des marchands et faisant vivre une population laborieuse importante. (tonneliers, fabricants de gabarres, manœuvres, auberges pour les voyageurs et les mariniers…).
Une crue du Tarn importante inonde le quartier du port en mars 1930, après un hiver très humide. Un moulin y succombe et les maisons insalubres de la ville basse sont très abîmées.

## Politique et administration

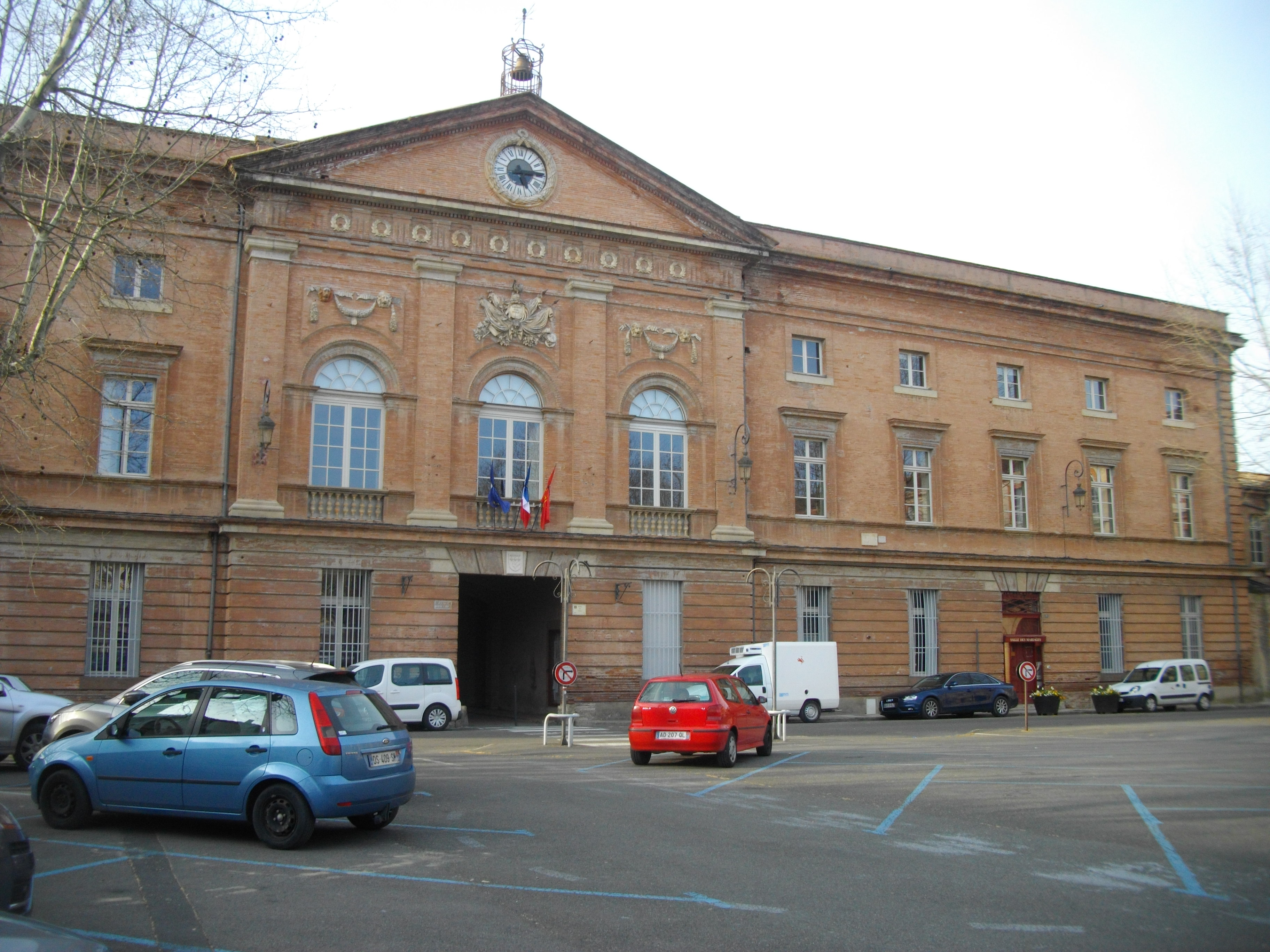
Mairie de Gaillac.

### Administration municipale
Le nombre d'habitants au recensement de 2011 étant compris entre 10 000 habitants et 19 999 habitants au dernier recensement, le nombre de membres du conseil municipal est de trente trois,.

### Rattachements administratifs et électoraux
Commune faisant partie depuis le 1er janvier 2017 de Gaillac Graulhet Agglo ancienne communauté d'agglomération du Rabastinois - Tarn et Dadou - Vère Grésigne et Pays Salvagnacois et du canton de Gaillac et jusqu'au 31 décembre 2016 Gaillac faisait partie de la communauté de communes Tarn et Dadou.

### Liste des maires
En 2020, l'image de la ville a été ternie par le climat d'affairisme qui a occupé la vie politique gaillacoise. Ce scandale s'est soldé par la condamnation du maire, Patrice Gausserand, à 10 mois de prison avec sursis, 20 000 euros d'amende et 5 ans d'inéligibilité. En septembre, il est déclaré démissionnaire d'office. Son adjoint, Pierre Tranier, lui-même comptable de la société le Comptoir des Bastides, mise en cause lors du même procès, demeure en place. Le 1er octobre suivant, Martine Souquet est élue maire de la commune.

### Politique de développement durable
La ville a engagé une politique de développement durable en lançant une démarche d'Agenda 21 en 2006.

### Jumelages
- Caspe (Espagne)
- Santa Maria Vico (Italie)
- Zigong (Chine)

Gaillac est initialement jumelée avec Caspe ; cette ville espagnole a proposé un jumelage triangulaire, étant elle-même jumelée avec Santa Maria a Vico. L'opération est réalisée en 2008.

## Démographie
L'évolution du nombre d'habitants est connue à travers les recensements de la population effectués dans la commune depuis 1793. Pour les communes de plus de 10 000 habitants les recensements ont lieu chaque année à la suite d'une enquête par sondage auprès d'un échantillon d'adresses représentant 8 % de leurs logements, contrairement aux autres communes qui ont un recensement réel tous les cinq ans,.

En 2022, la commune comptait 16 080 habitants, en évolution de +5,41 % par rapport à 2016 (Tarn : +2,52 %, France hors Mayotte : +2,11 %).
| 1793  | 1800  | 1806  | 1821  | 1831  | 1836  | 1841  | 1846  | 1851  |
| ----- | ----- | ----- | ----- | ----- | ----- | ----- | ----- | ----- |
| 5 954 | 6 465 | 6 636 | 7 310 | 7 725 | 8 199 | 8 131 | 8 190 | 8 245 |

| 1856  | 1861  | 1866  | 1872  | 1876  | 1881  | 1886  | 1891  | 1896  |
| ----- | ----- | ----- | ----- | ----- | ----- | ----- | ----- | ----- |
| 7 855 | 7 834 | 7 870 | 7 843 | 8 124 | 8 308 | 8 334 | 7 709 | 7 527 |

| 1901  | 1906  | 1911  | 1921  | 1926  | 1931  | 1936  | 1946  | 1954  |
| ----- | ----- | ----- | ----- | ----- | ----- | ----- | ----- | ----- |
| 7 672 | 7 535 | 7 269 | 6 987 | 7 054 | 7 440 | 7 779 | 8 494 | 8 356 |

| 1962  | 1968   | 1975   | 1982   | 1990   | 1999   | 2006   | 2011   | 2016   |
| ----- | ------ | ------ | ------ | ------ | ------ | ------ | ------ | ------ |
| 8 767 | 10 315 | 10 573 | 10 389 | 10 378 | 11 073 | 12 397 | 13 629 | 15 254 |

| 2021   | 2022   | - | - | - | - | - | - | - |
| ------ | ------ | - | - | - | - | - | - | - |
| 15 663 | 16 080 | - | - | - | - | - | - | - |

| selon la population municipale des années : | 1968 | 1975 | 1982 | 1990 | 1999 | 2006 | 2009 | 2013 |
| Rang de la commune dans le département      | 6    | 6    | 6    | 6    | 4    | 3    | 3    | 3    |
| Nombre de communes du département           | 326  | 324  | 324  | 324  | 324  | 323  | 323  | 323  |

## Économie

### Revenus
En 2018, la commune compte 7 005 ménages fiscaux, regroupant 14 928 personnes. La médiane du revenu disponible par unité de consommation est de 19 300 € (20 400 € dans le département). 40 % des ménages fiscaux sont imposés (42,8 % dans le département).

### Emploi
|                | 2008  | 2013  | 2018   |
| -------------- | ----- | ----- | ------ |
| Commune        | 9,3 % | 12 %  | 11,3 % |
| Département    | 8,2 % | 9,9 % | 10 %   |
| France entière | 8,3 % | 10 %  | 10 %   |

En 2018, la population âgée de 15 à 64 ans s'élève à 8 830 personnes, parmi lesquelles on compte 71,8 % d'actifs (60,5 % ayant un emploi et 11,3 % de chômeurs) et 28,2 % d'inactifs,. Depuis 2008, le taux de chômage communal (au sens du recensement) des 15-64 ans est supérieur à celui de la France et du département.
La commune est la commune-centre de l'aire d'attraction de Gaillac,. Elle compte 6 473 emplois en 2018, contre 6 299 en 2013 et 5 939 en 2008. Le nombre d'actifs ayant un emploi résidant dans la commune est de 5 458, soit un indicateur de concentration d'emploi de 118,6 % et un taux d'activité parmi les 15 ans ou plus de 51,3 %.
Sur ces 5 458 actifs de 15 ans ou plus ayant un emploi, 2 682 travaillent dans la commune, soit 49 % des habitants. Pour se rendre au travail, 78,3 % des habitants utilisent un véhicule personnel ou de fonction à quatre roues, 6,4 % les transports en commun, 11,1 % s'y rendent en deux-roues, à vélo ou à pied et 4,2 % n'ont pas besoin de transport (travail au domicile).

### Activités hors agriculture

#### Secteurs d'activités
1 481 établissements sont implantés  à Gaillac au 31 décembre 2019. Le tableau ci-dessous en détaille le nombre par secteur d'activité et compare les ratios avec ceux du département,.
| Secteur d'activité                                                                                        | Commune | Commune | Département |
| Secteur d'activité                                                                                        | Nombre  | %       | %           |
| --- | ------- | ------- | ----------- |
| Ensemble                                                                                                  | 1 481   | 100 %   | (100 %)     |
| Industrie manufacturière, industries extractives et autres                                                | 133     | 9 %     | (13 %)      |
| Construction                                                                                              | 153     | 10,3 %  | (12,5 %)    |
| Commerce de gros et de détail, transports, hébergement et restauration                                    | 428     | 28,9 %  | (26,7 %)    |
| Information et communication                                                                              | 29      | 2 %     | (2,1 %)     |
| Activités financières et d'assurance                                                                      | 44      | 3 %     | (3,3 %)     |
| Activités immobilières                                                                                    | 74      | 5 %     | (4,2 %)     |
| Activités spécialisées, scientifiques et techniques et activités de services administratifs et de soutien | 215     | 14,5 %  | (13,8 %)    |
| Administration publique, enseignement, santé humaine et action sociale                                    | 251     | 16,9 %  | (15,5 %)    |
| Autres activités de services                                                                              | 154     | 10,4 %  | (9 %)       |

Le secteur du commerce de gros et de détail, des transports, de l'hébergement et de la restauration est prépondérant sur la commune puisqu'il représente 28,9 % du nombre total d'établissements de la commune (428 sur les 1481 entreprises implantées  à Gaillac), contre 26,7 % au niveau départemental.

#### Entreprises et commerces
Les cinq entreprises ayant leur siège social sur le territoire communal qui génèrent le plus de chiffre d'affaires en 2020 sont : 
- Gaillac Auto, commerce de voitures et de véhicules automobiles légers (44 792 k€) ;
- Picard Autos 81, commerce de voitures et de véhicules automobiles légers (16 040 k€) ;
- Surplus Autos, commerce de voitures et de véhicules automobiles légers (15 486 k€) ;
- Usagunic, commerce de gros (commerce interentreprises) d'autres biens domestiques (8 202 k€) ;
- Surplus Motos, commerce et réparation de motocycles (4 143 k€).

### Agriculture

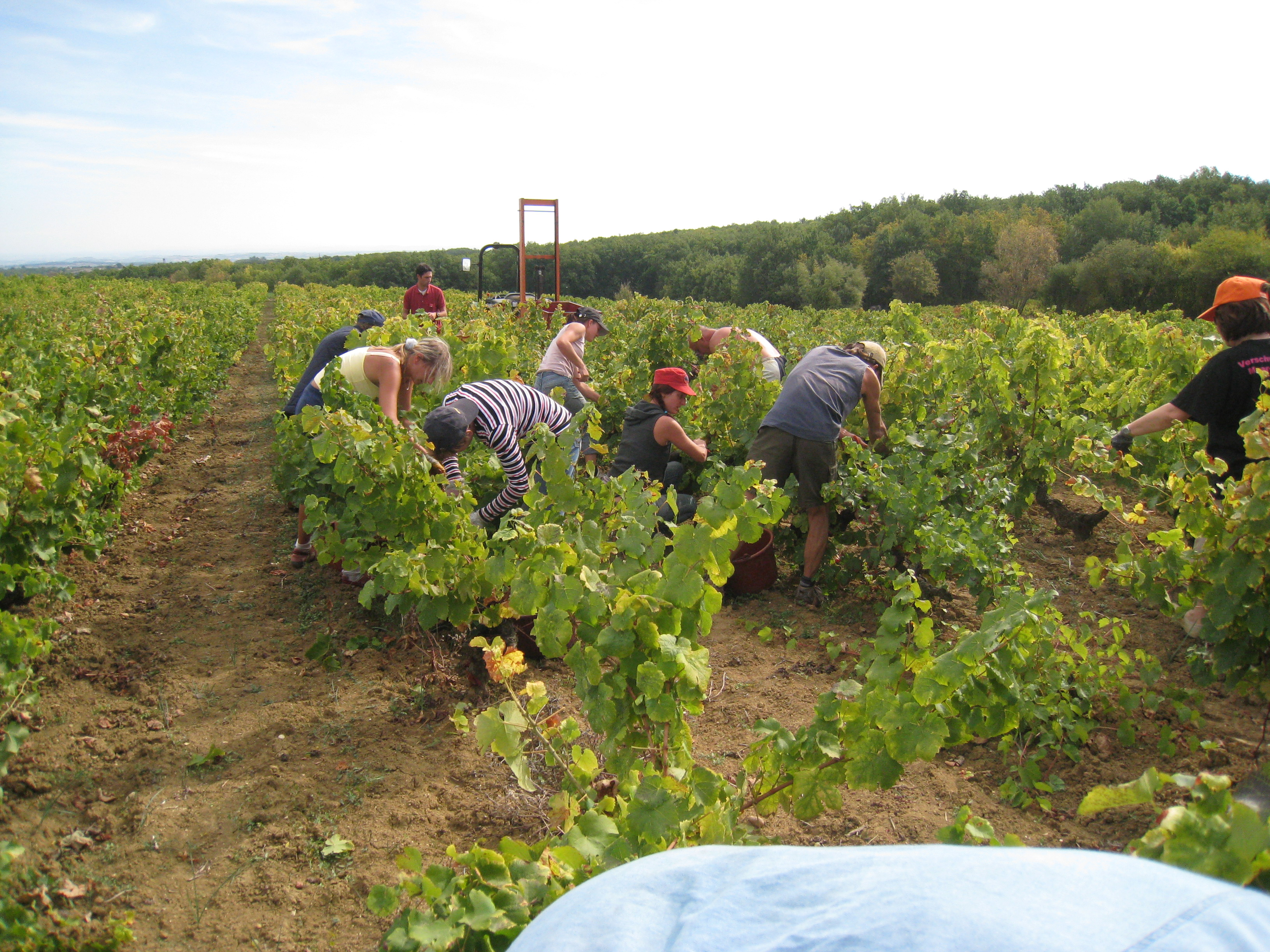
Vendange manuelle en Gaillacois.

L'agriculture locale est liée économiquement, depuis les Romains, au vignoble. Développé par les moines de l'abbaye Saint-Michel, les vignes occupent les terrasses de la vallée du Tarn, les coteaux de la rive droite et le plateau de Cordes. Ces terroirs permettent l'élaboration d'un grand nombre de style de vins : vins blancs secs, doux, effervescents, vins rosés, vins rouges primeur ou de garde.
Les parcelles non plantées de vignes portent essentiellement des cultures extensives : céréales, colza ou tournesol en zone sèche, maïs ou soja en zone irriguée. Même si quelques troupeaux paissent de riches pâturages, ce n'est pas une zone d'élevage importante.
La commune est dans le Gaillacois, une petite région agricole au sous-sol argilo-graveleux et/ou calcaire dédiée à la viticulture depuis plus de 2000 ans, située dans le centre-ouest du département du Tarn. En 2020, l'orientation technico-économique de l'agriculture  sur la commune est la polyculture et/ou le polyélevage.
|               | 1988  | 2000  | 2010  | 2020  |
| ------------- | ----- | ----- | ----- | ----- |
| Exploitations | 223   | 124   | 94    | 68    |
| SAU (ha)      | 3 704 | 2 798 | 2 208 | 2 027 |

Le nombre d'exploitations agricoles en activité et ayant leur siège dans la commune est passé de 223 lors du recensement agricole de 1988  à 124 en 2000 puis à 94 en 2010 et enfin à 68 en 2020, soit une baisse de 70 % en 32 ans. Le même mouvement est observé à l'échelle du département qui a perdu pendant cette période 58 % de ses exploitations,. La surface agricole utilisée sur la commune a également diminué, passant de 3704 ha en 1988 à 2027 ha en 2020. Parallèlement la surface agricole utilisée moyenne par exploitation a augmenté, passant de 17 à 30 ha.

### Industrie et artisanat
Quelques secteurs industriels sont vecteurs d'emploi : l'ameublement (80 emplois) les cosmétiques (329 emplois) ou les à-côtés de la viticulture : produits œnologiques, conditionnement, laboratoire œnologique, centre de recherche ou distillation.
Cinq zones d'activité regroupent artisanat, commerce et services, outre les commerces et services du centre-ville.
Voir aussi la chambre de commerce et d'industrie d'Albi - Carmaux - Gaillac

## Vie pratique

### Service public
Gaillac dispose d'un hôpital public (centre hospitalier), qui comprend une activité de médecine (25 lits), de long séjour et d'hébergement pour personnes âgées dépendantes.

#### Social

##### Association caritatives
- La Croix-Rouge

Elle occupa à partir de 1930 et pendant plus de 50 ans des locaux à l'ancien Asile Salvy, avant dêtre implanté place d'Hautpoul puis depuis 2008 avenue Dom Vayssette.

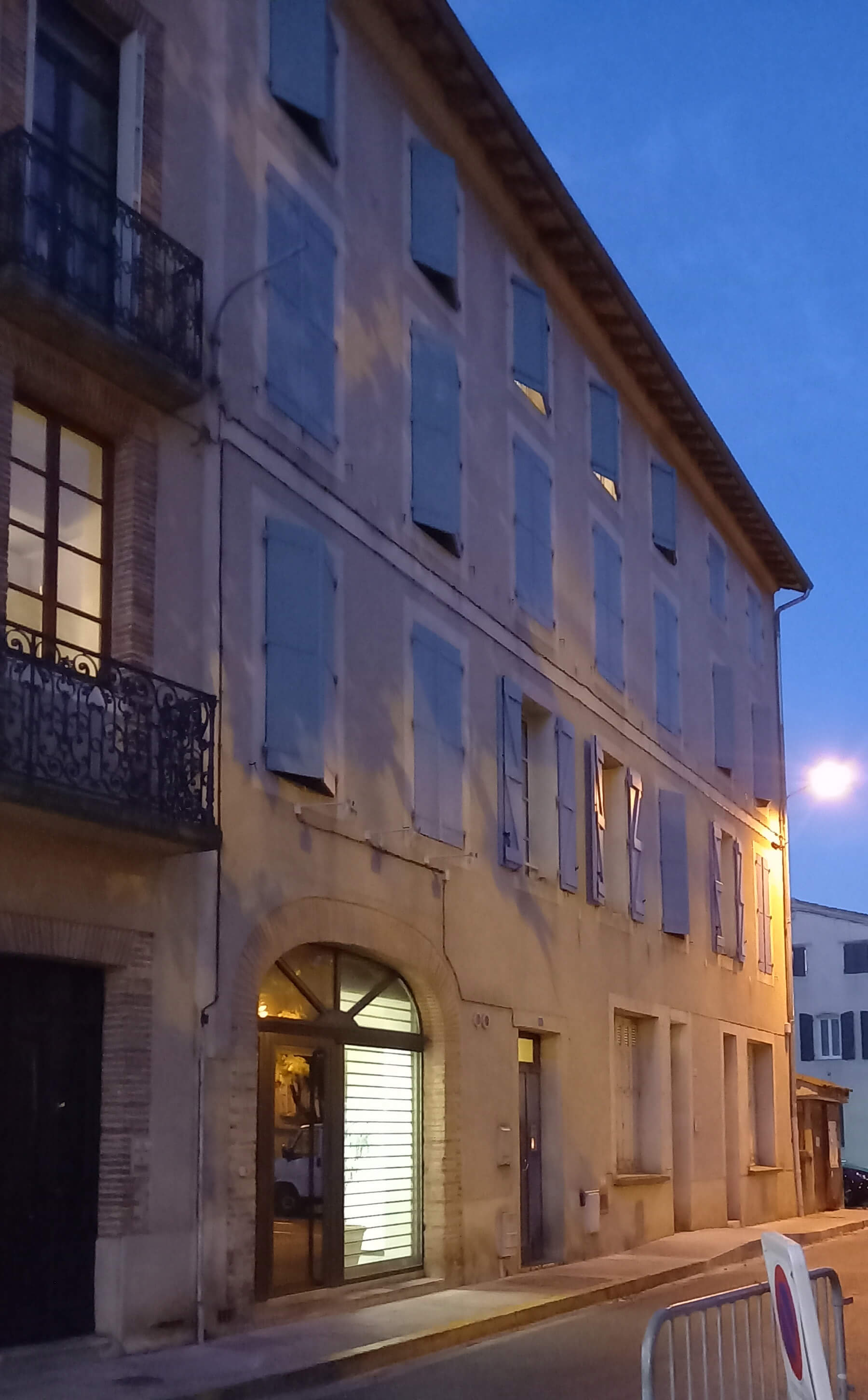
Ancien asile Salvy
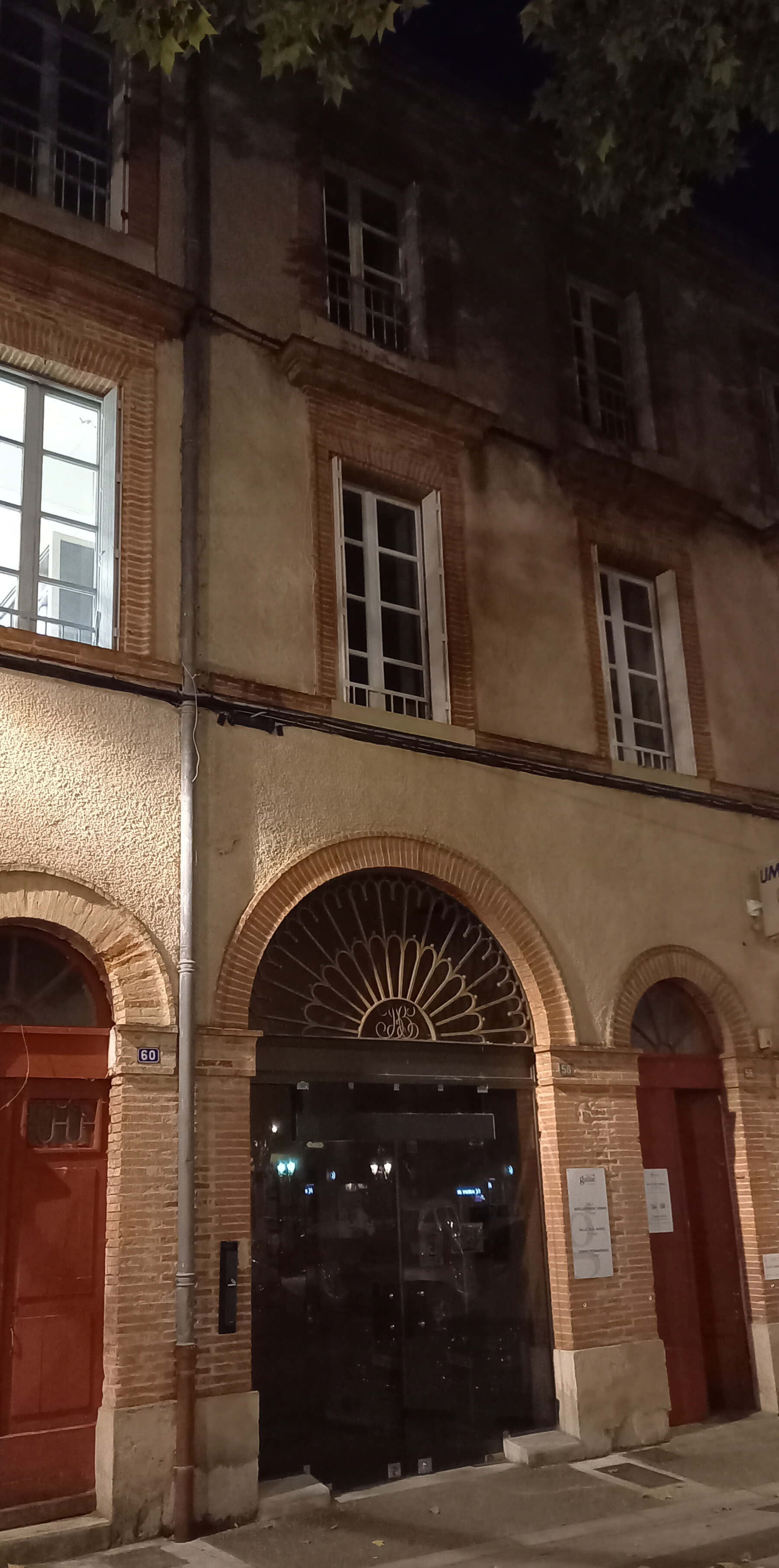
58 place d'Hautpoul
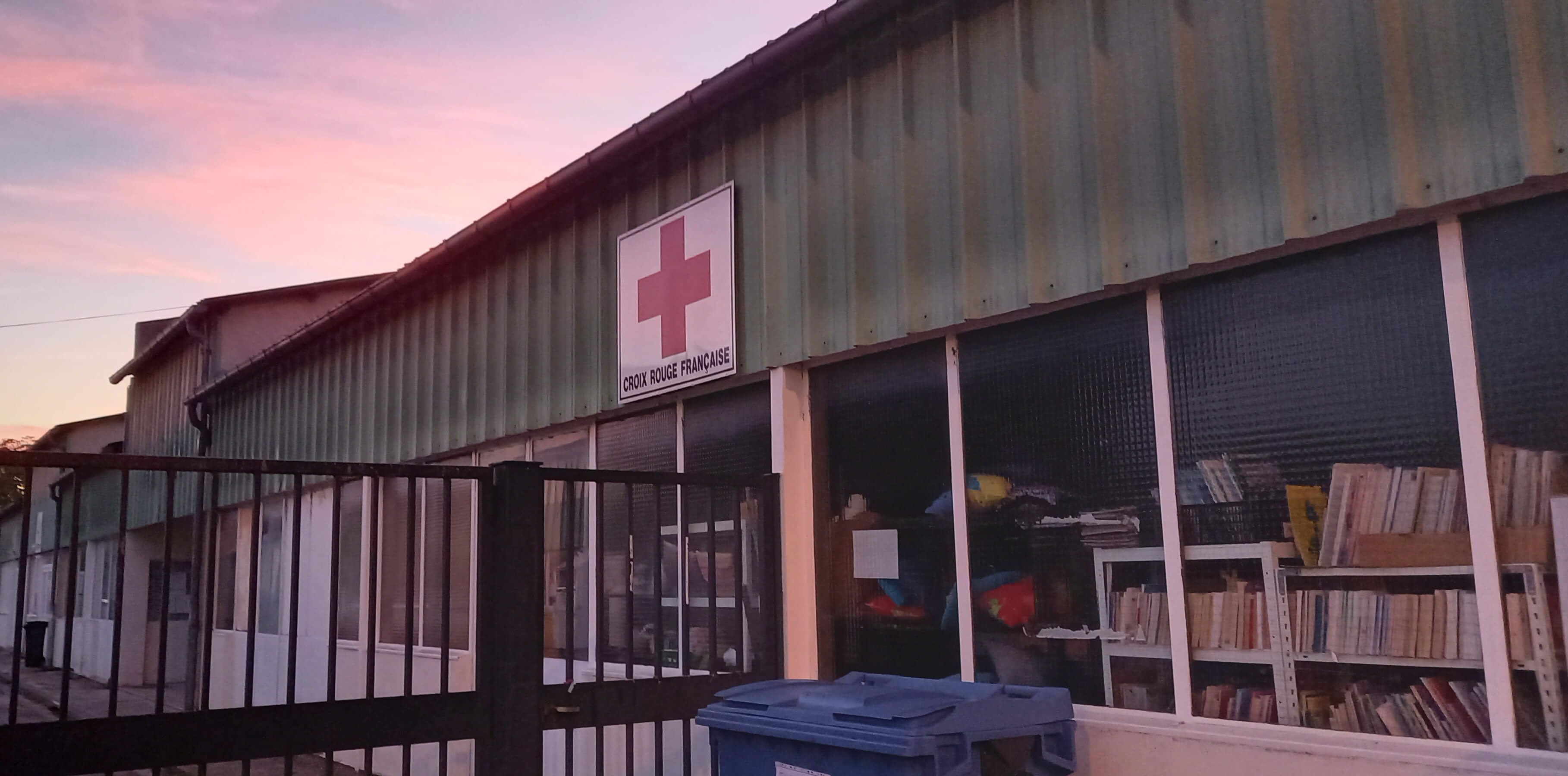
119 avenue Dom Vayssette

### Enseignement
La ville compte seize établissements scolaires :
- dix écoles : 3 écoles maternelles publiques (Catalanis, La Voulte, Lentajou) ; 1 école élémentaire publique (La Clavelle-Vendôme), 1 école élémentaire privée (Maria Montessori) ; 3 écoles primaires publiques (Louise Michel, Sainte Cécile d'Avès, Tessonnières) ; 2 écoles primaires privées (Calendreta del Galhaguès, Saint Théodoric Balat)
- trois collèges : 2 collèges publics (Albert Camus, Renée Taillefer) ; 1 collège privé (Saint Joseph de l'Apparition)
- deux lycées : 1 lycée général et technologique public (Victor Hugo) ; 1 lycée général privé (Saint Joseph de l'Apparition)
- une MFR (Maison familiale rurale) Bel Aspect.
totalisant 4000 élèves. Ce total comprend aussi les jeunes venus des communes rurales alentour.

### Culture

#### Événements
- Les quatre jours avant les vacances scolaires de Toussaint a lieu le Festival du cinéma européen, organisé par l'association Les 400 coups.
- Le troisième week-end de novembre la soirée "GAILLAC PRIMEUR GAILLAC BONHEUR" organisée par le Dégourdy's Club fait découvrir le Vin Primeur aux amateurs de la région, dans une ambiance très festive.
- Le premier mai, une foire anime la ville, laissant libre accès aux piétons dans le centre-ville[57].
- Le premier week-end d'octobre, se déroule le Salon du livre[58].
- Depuis 2017 a lieu tous les soirs, de décembre à janvier, le Festival des lanternes "Fééries de Chine". Plus grand événement culturel chinois présenté en France, il consiste en une exposition, au sein du parc du château de Foucaud, de grandes lanternes aux formes diverses : personnages, animaux, monuments.. L'événement rend hommage à la ville chinoise de Zigong, avec laquelle Gaillac est jumelée et qui est célèbre pour sa fête des lanternes[59].
- Depuis 2011, la Compagnie des Troubles-Fêtes, créée et présidée par Chantal Liennel, présente des spectacles et animations en langue des signes française.

### Activités sportives
L'Union athlétique gaillacoise, finaliste du championnat de France de rugby à XV de 3e division fédérale en 2012.
Champion de France fédérale 1 saison 2005/2006,
champion de France fédérale 1B saison 2005/2006.

## Culture locale et patrimoine

### Lieux et monuments

#### Abbaye Saint-Michel

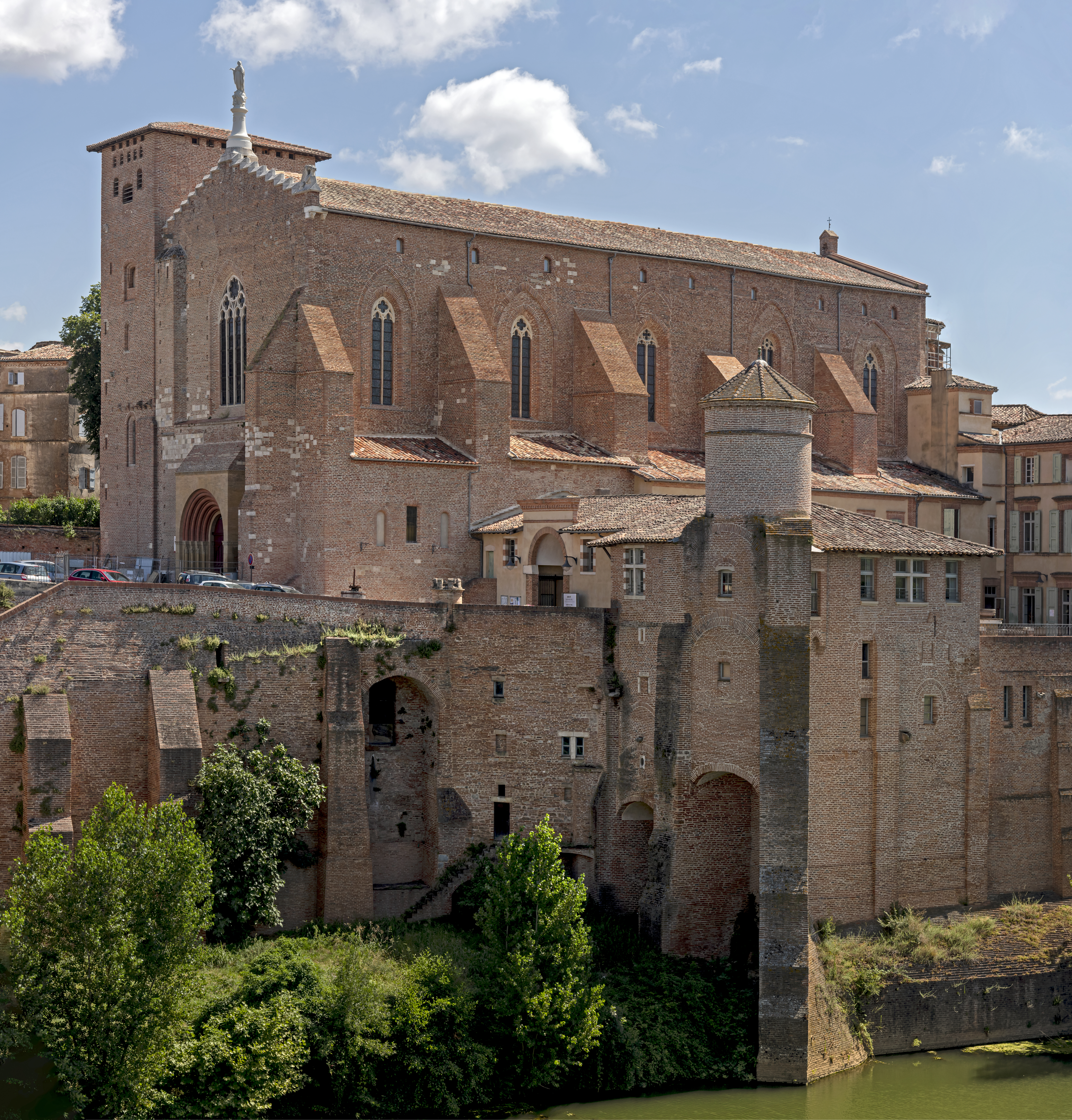
L'abbaye Saint-Michel.

Son existence est connue depuis le Xe siècle. Il est attesté qu'en 972 une communauté bénédictine est présente : elle a initié le développement agricole et économique à partir de l'exploitation du vignoble et du trafic commercial du vin sur le Tarn. L'abbaye est en partie reconstruite en 1271 sur le style du gothique méridional. En 1524, elle est sécularisée, un chapitre de chanoines remplace la communauté, mais le titre abbatiale est conservé. Dévasté par les protestants à deux reprises, l'édifice est reconstruit et redécoré de 1570 à 1620. À nouveau dégradée durant la Révolution, elle sert d'entrepôt et de four à salpêtre, avant de retrouver son rôle sous le Concordat. C'est en 1849 que l'entrée nord étant fermée, une autre est ouverte sur la façade ouest où l'on plaque un portail néoroman (œuvre d'Alexandre du Mège). De gros travaux de restauration depuis la fin du XIXe siècle ont été entrepris jusqu'à la rénovation complète des bâtiments abbatiaux dans les années 1990.
Sont protégés les anciens bâtiments abbatiaux avec leurs murs de soutènement sur le Tarn, y compris l'hôtel de Paulo (actuel presbytère, 42 place Maurice-et-Eugénie-de-Guérin), inscrits au titre des monuments historiques par arrêté du 3 février 1994.

#### Autre patrimoine religieux
- L'église Saint-Michel de Gaillac est protégée au titre des monuments historiques par la liste de 1840[61].
- L'église Saint-Jean de Gaillac a donné son nom au faubourg Saint-Jean. Elle date du Moyen Âge mais a été reconstruite au XVIe siècle après sa destruction lors des guerres de Religion. Elle a été restaurée et agrandie au XIXe siècle[a 12]. Elle est en briques rouges traditionnelles.
- L'église Saint-Pierre actuelle date du XIIe siècle ; elle a remplacé une église romane plus ancienne. De style gothique méridional, elle date du renouveau religieux apparu lors de la lutte entre la papauté et les cathares. Bien qu'elle ait subi quelques modifications après son utilisation par les protestants (ajout d'une tour de guet) et durant la Révolution, (accueil de la candeilho, la grosse cloche de l’ancienne abbaye de Candeil[a 13]), elle est bien représentative de son époque. La brique rouge domine à l’exception du portail en pierre du XIVe siècle. Elle est classée au titre des monuments historiques en 1985[62].
- Église Notre-Dame de Boissel.
- Église Sainte-Cécile d'Avès[63].
- Église Saint-Jean-de-Celles de Mas de Boyer.
- Église Saint-Pierre de Vors.
- Chapelle Saint-Martin de Saint-Martin de Villecourtes.

#### Musées

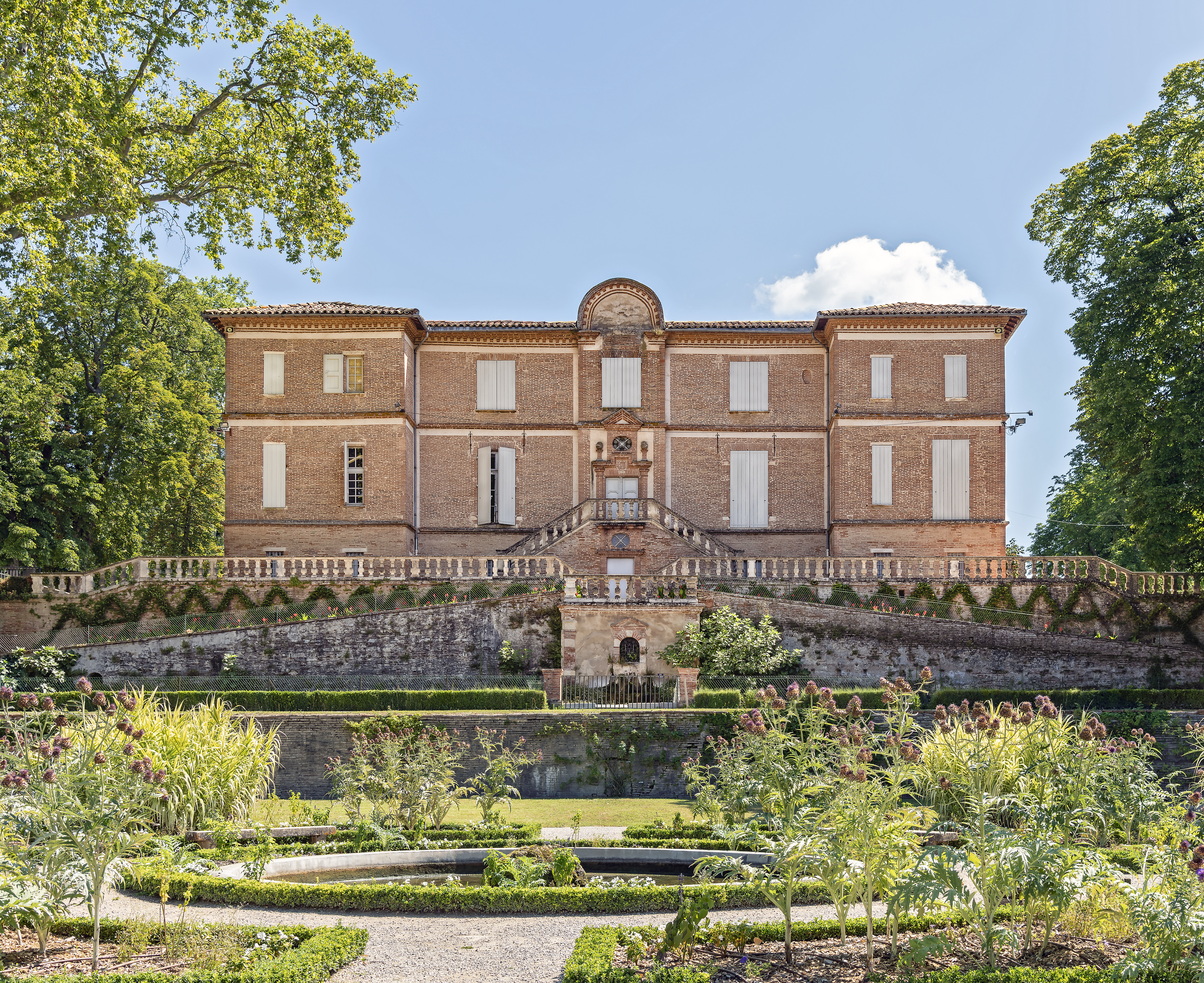
Château de Foucaud ou d'Hutaud.

Le Musée des beaux-arts de Gaillac est abrité dans le château de Foucaud. Le bâtiment est classé au titre des monuments historiques depuis 1935 pour le pavillon de lecture et en 1945 pour le parc et le château. Il comporte une collection du peintre Firmin Salabert (1811-1895), élève d'Ingres, qui a donné à la ville ses tableaux. Le maire de Gaillac cherche un lieu pour les exposer et après de longues tractations, l'achat du château de Foucaud est réalisé en 1903. D'autres artistes locaux sont aussi visibles, comme Henry Loubat (1855-1926), Charles Escot (1834-1902), Raymond Tournon père (1870-1919) et fils (1901-1975). Le sculpteur Jules Pendariès (1863-1933) est exposé depuis peu.
Le musée d'histoire naturelle Philadelphe-Thomas, regroupe des collections d'animaux empaillés, insectes, fossiles, œufs… Philadelphe Thomas, 1826-1912, est un médecin passionné de paléontologie, archéologie, minéralogie, mycologie. Il fait construire un bâtiment pour accueillir ses collections à l'emplacement du château de l'Hom et le musée ouvre ses portes en juin 1896. À sa mort, sans héritier, il a légué son musée à la ville. Une des pièces les plus exceptionnelles est une partie de fossile de squelette d'entelodonte de 35 millions d'années, retrouvé sur les berges du Tarn.
Dans le musée de l'abbaye Saint-Michel, se trouve résumée l'histoire de Gaillac. La visite débute par l'exposition d'une mosaïque gallo-romaine découverte sur place en 1995, lors de la réfection des bâtiments. L'histoire du port de la ville, de la viticulture, de la verrerie, du compagnonnage et d'art religieux sont aussi mis en valeur dans les anciennes caves de l'abbaye.

#### Autres monuments
- La fontaine de Griffoul, classée au titre des monuments historiques depuis 1942[65].
- Maison Yversen, inscrite au titre des monuments historiques depuis 1927[66].
- La maison Pierre de Biens, classée au titre des monuments historiques par décret du 10 novembre 1921[67].
- L'ancienne prison de Gaillac, inscrite au titre des monuments historiques depuis 1927[68].
- La tour de Palmata, inscrite au titre des monuments historiques depuis 1927[69].
- Une maison rue de la Courtade, inscrite au titre des monuments historiques depuis 1971[70].
- Pigeonnier situé dans le jardin du musée d'histoire naturelle Philadelphe-Thomas.

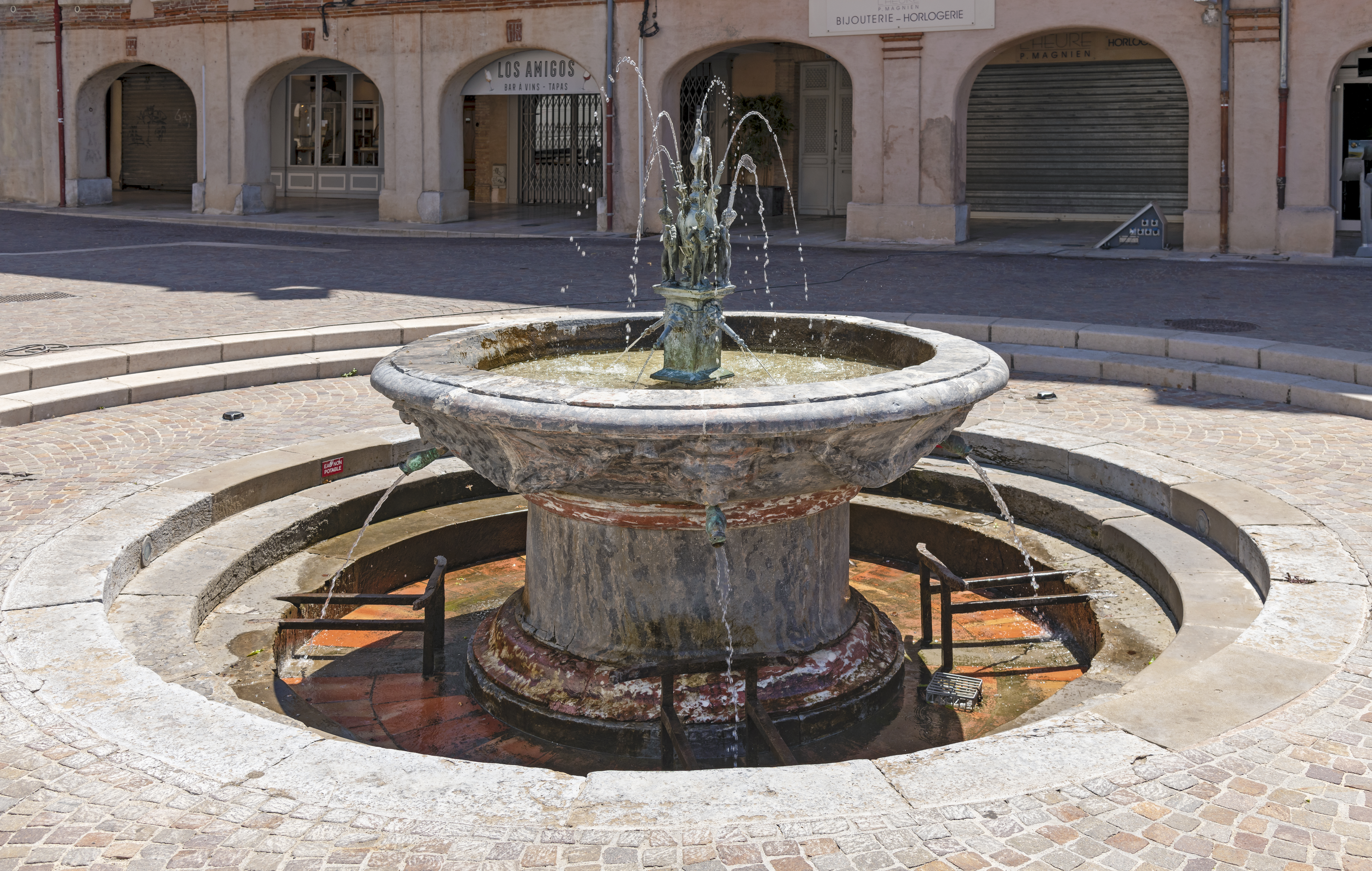
La fontaine de Griffoul 1610
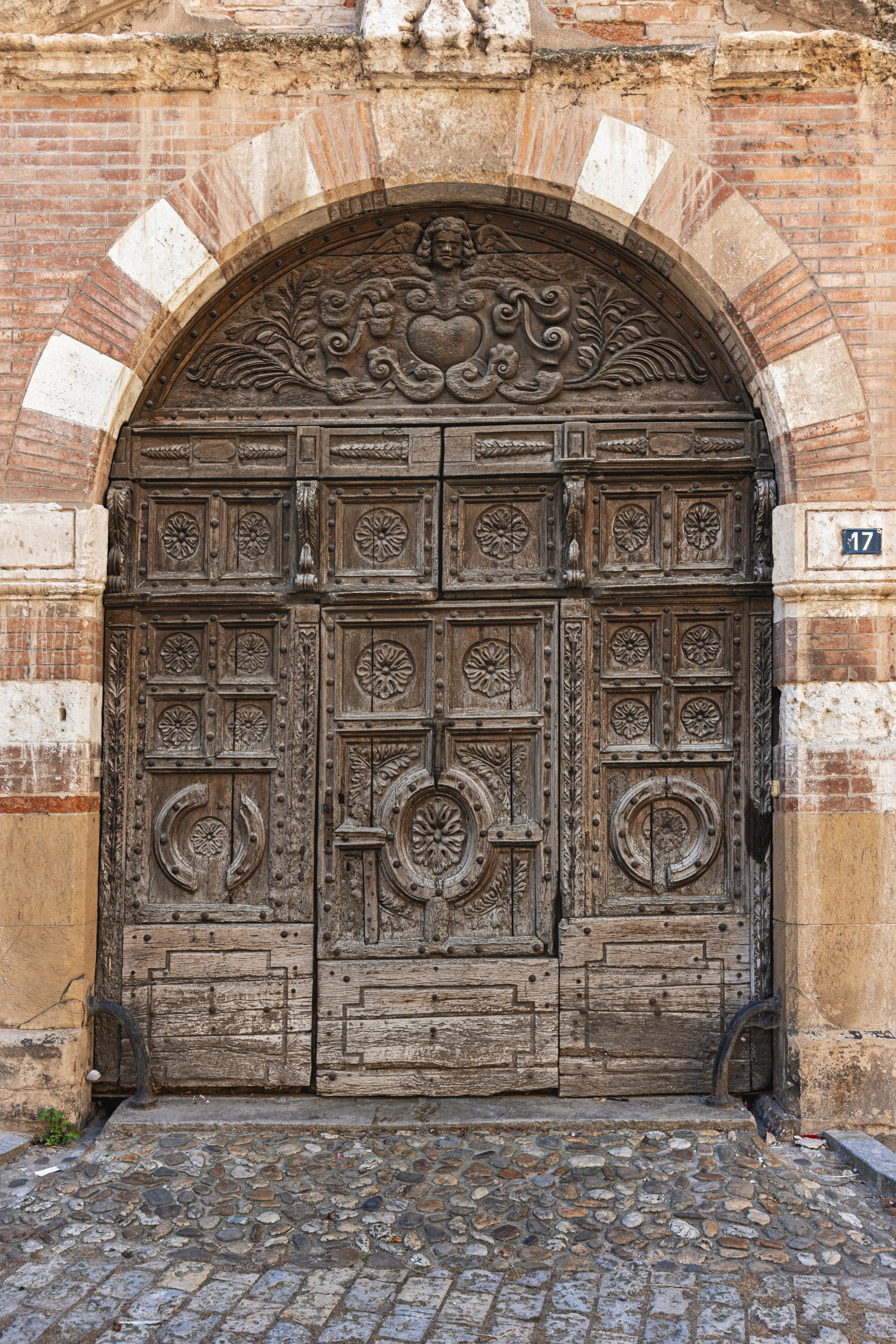
Porte de la Maison Yversen XVIe siècle
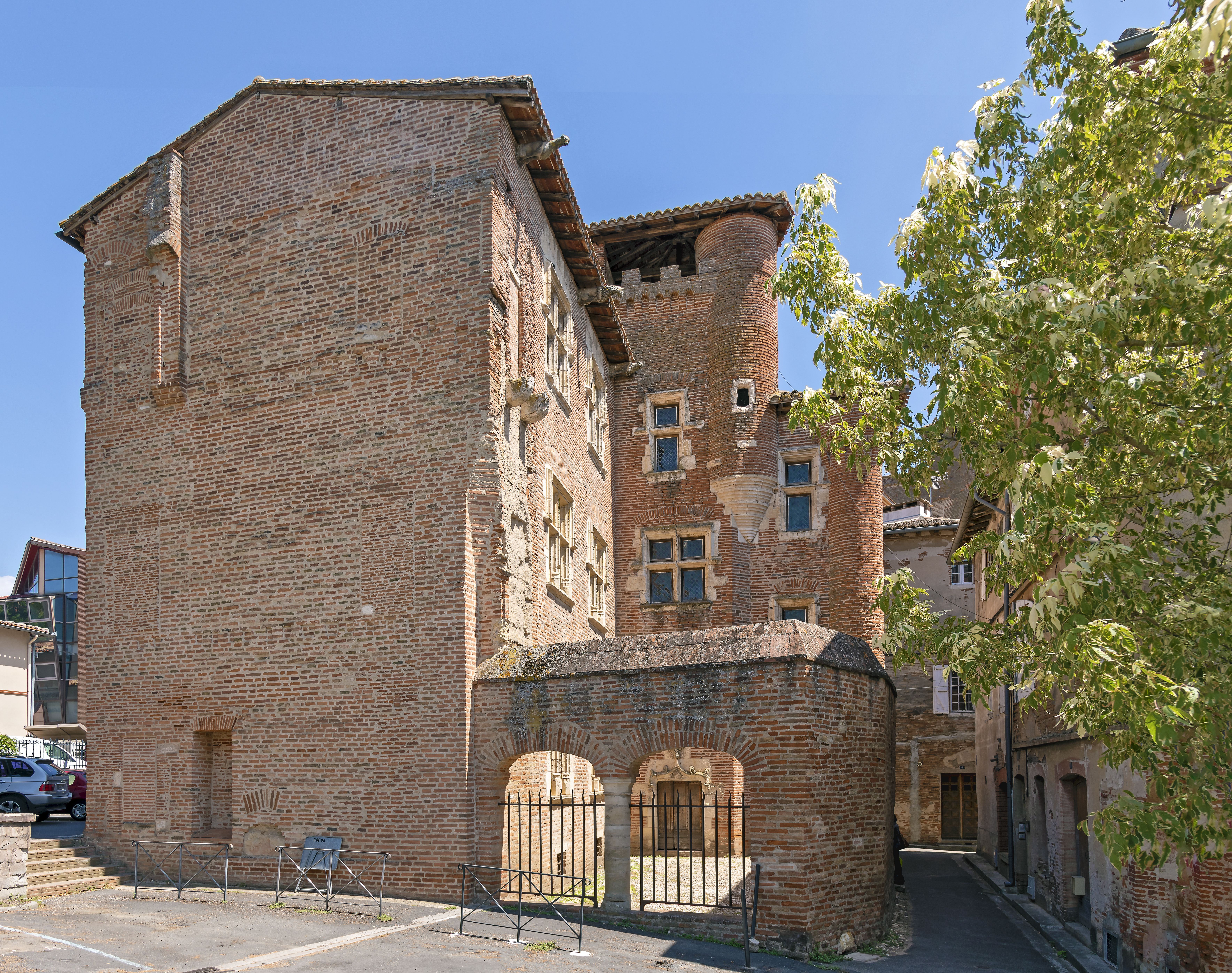
La maison Pierre de Biens

#### Alentours
- De l'autre côté du Tarn, se trouve l'archéosite de Montans, un musée qui retrace le passé de cette localité fondée par les Romains.
- À Lagrave, l'archéocrypte Sainte-Sigolène regroupe des vestiges issus de fouilles locales classées M.H[71]
- Le train miniature gaillacois est une association de modélisme ferroviaire ouverte au public[72].

### Personnalités liées à la commune

#### Sportifs
Le club de rugby a fourni quelques joueurs à la destinée nationale.
- Éric Blanc, joueur de rugby au Racing club de France, puis au RC Narbonne, né à Gaillac en 1959.
- Vincent Moscato, joueur de rugby de l'UA Gaillac, de Bordeaux-Bègles, du Stade français et de l'équipe de France de rugby à XV, animateur radio et acteur de théâtre et cinéma.
- Bernard Laporte, joueur et entraîneur de rugby à l'UA Gaillac, Bègles, Stade bordelais, Stade français, équipe de France de rugby à XV et secrétaire d'État chargé des Sports.
- Olivier Monterrubio, footballeur, né à Gaillac le 8 août 1976.
- Daniel Revailler, international deuxième ligne de rugby à XV, habite Gaillac et son fils Jean-Philippe a fini sa carrière à l'UA Gaillac.

#### Artistes
- Alain Guiraudie (1964-), réalisateur.
- Serge Korber (1936-), réalisateur.
- Jeanne Delphine Fernande Decruck née Breilh (1896 - 1954), compositrice de musique classique.
- Éric Carrière (1957-), humoriste, membre du duo comique Les Chevaliers du Fiel.
- Yves Caumon (1964-), réalisateur.
- Michel Clouscard (1928-2009), philosophe. Voir François de Negroni, Avec Clouscard, Éditions Delga, 2013.
- Gaston Durel (1879-1954), peintre.
- Alexandre Fabre, comédien.
- Maurice de Guérin (1810-1839), poète, et sa sœur Eugénie de Guérin (1805-1848), diariste.
- Chantal Liennel (1943- ) comédienne sourde, poétesse et metteur en scène française.
- Marcel Marchandeau (1881-1976), dit Touny-Lerys, poète.
- Pierre Mondy (1925-2012), comédien et metteur en scène, ancien élève du lycée de Gaillac[73].
- Raymond Tournon « père » (1870-1919), artiste peintre et décorateur.
- Raymond Tournon « fils » (1901-1975), artiste peintre, décorateur ; tous deux ont une rue à leur nom dans la cité.
- Guillem Gallart dit « Pone », producteur de musique, membre de la Fonky Family[74].

#### Militaires

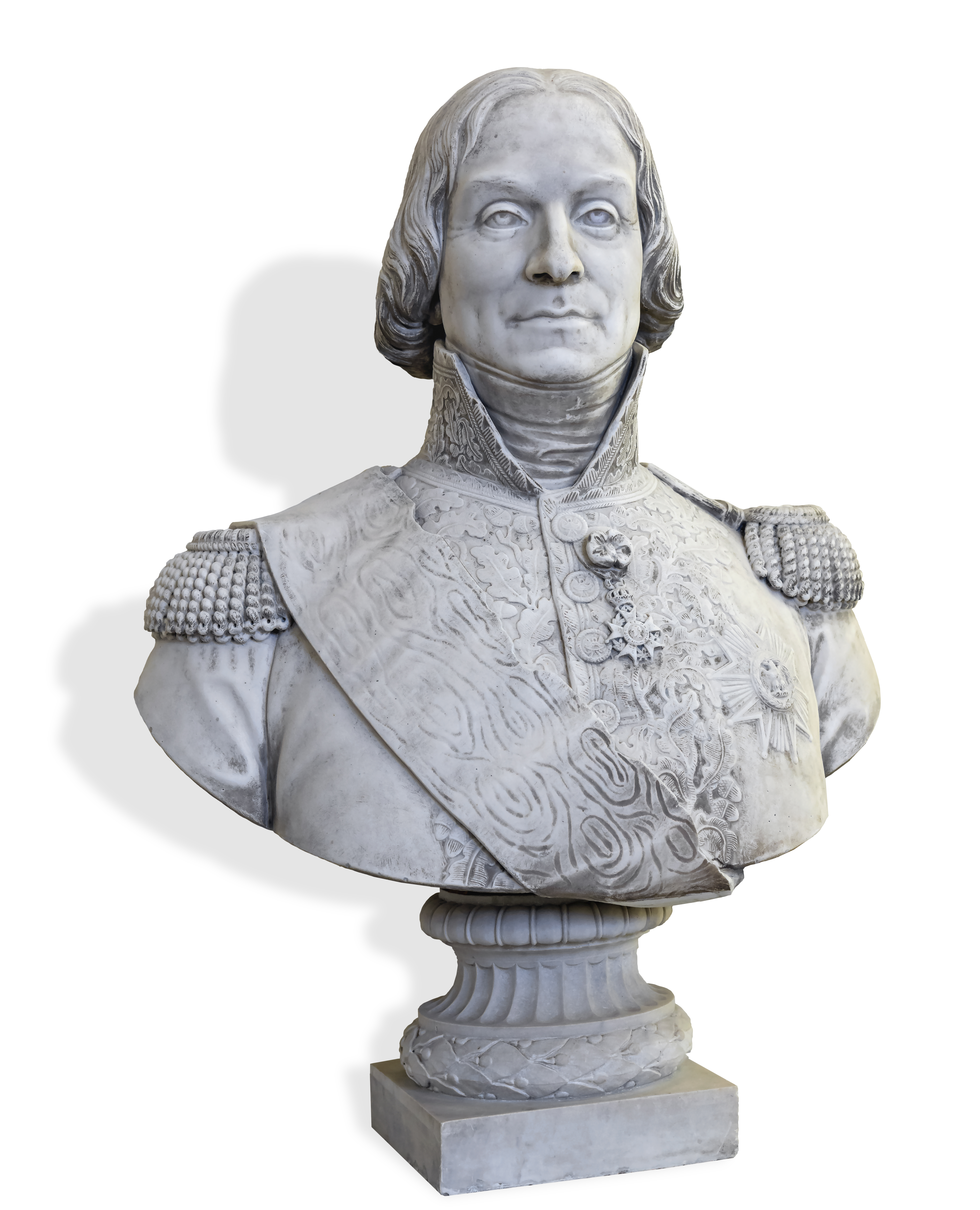
Jean Joseph Ange d'Hautpoul
Musée des Beaux-Arts de Gaillac.

- Jean Joseph Ange d'Hautpoul (1754-1807), général d'Empire.
- Les trois frères Delga, officiers des guerres de la Révolution et de l'Empire.

#### Politiques
- Pierre Stanislas Maruejouls (1732-1812), homme politique né à Gaillac, député du Tarn à la Convention.
- Jean-Antoine-Édouard Fos de Laborde (1750-1814), homme politique, député du tiers état aux États généraux de 1789.
- Jean-François Vezin (1761 à Gaillac-1824 à Montpellier), homme politique, député de l'Aveyron au Conseil des Cinq-Cents.
- Joseph Rigal (1797-1865), homme politique, médecin , maire de Gaillac et député du Tarn de 1849 à 1851.
- Paschal Hippolyte Rigal (1827 à Gaillac-1889 à Paris), homme politique, sénateur républicain du Tarn de 1882 à 1889.
- Jacques Rolland (1852-1933), homme politique né et décédé à Gaillac, maire de Gaillac, député du Tarn de 1909 à 1910.
- Jean Sabin (1870-1928), homme politique né à Gaillac, maire de Sénouillac, député du Tarn de 1910 à 1919.
- Pierre Puech-Samson (Gaillac 1915 - Narbonne 2000), commandant du 2e RCP, Compagnon de la Libération[75], député de Mostaganem (1958-1962)
- Charles Pistre (1941-), maire de 1995 à 2005, député du Tarn de 1978 à 1993.
- Jacques Dary, maire de 1983 à 1995, vice-président du conseil régional de Midi-Pyrénées de 1992 à 1998.
- Bernard Laporte, secrétaire d'État chargé de la Jeunesse et des Sports auprès de la ministre de la Santé, de la Jeunesse et des Sports du 22 octobre 2007 au 23 juin 2009.
- Paul Marchandeau (1882-1968), homme politique.

#### Clergé
- Mathieu Blouin, moine et historien occitan.
- Jean-Joseph Vaissète, connu comme dom Joseph Vaissète.
- Émilie de Vialar, sainte, fondatrice de la congrégation des sœurs de Saint-Joseph-de-l'Apparition, native de Gaillac.
- Pierre Dalmond (1800-1847), évêque et vicaire apostolique de Madagascar, a été vicaire de la paroisse Saint-Pierre de Gaillac[76].

#### Autres

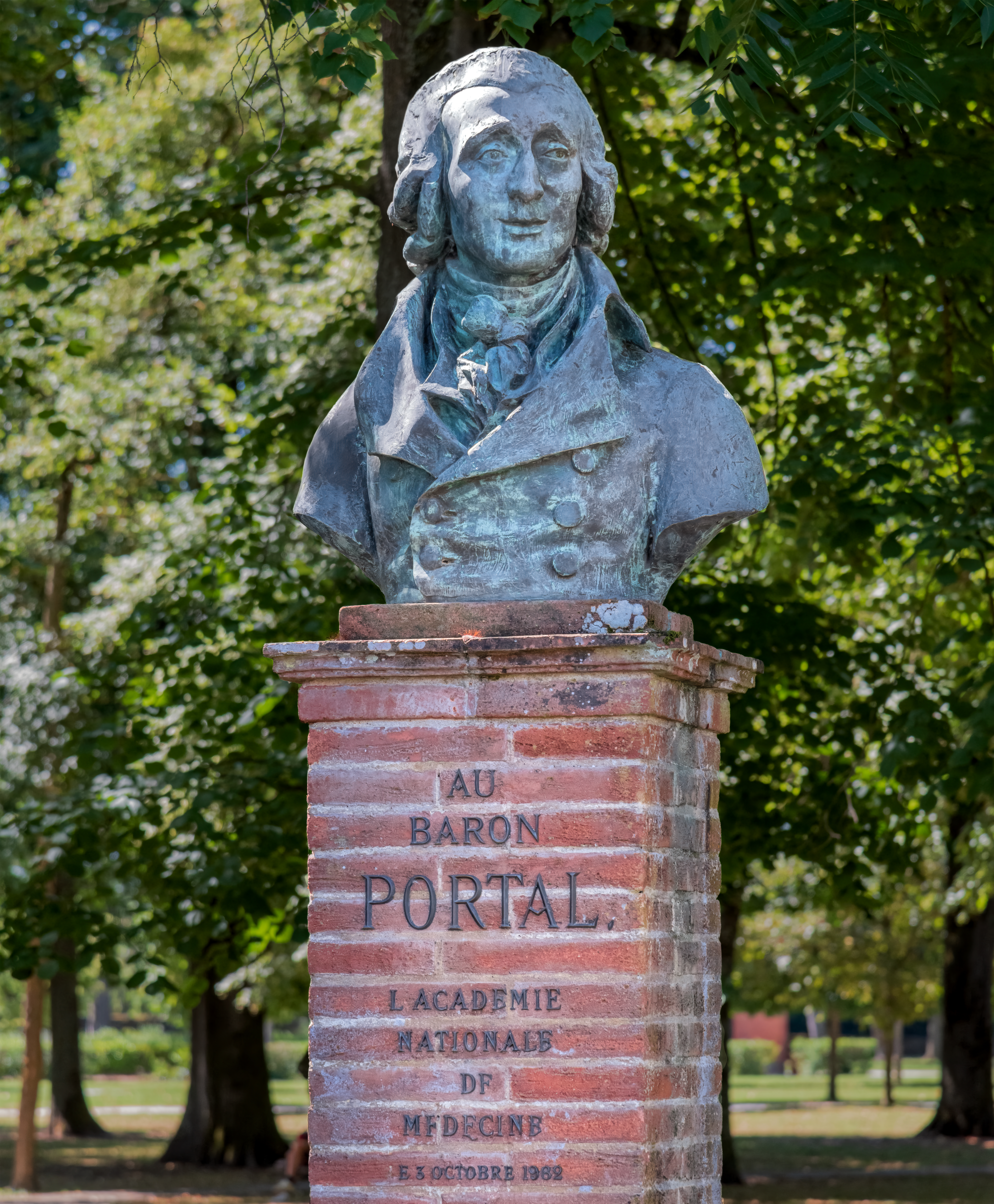
Buste du Baron Portal dans le parc de Foucaud.

- Antoine Portal, médecin à la cour de France sous Louis XVIII.
- Jean-Laurent Riol (1881-1971), historien.
- Les Justes parmi les Nations à Gaillac : Jacqueline, Marie-Louise et Paul-Raymond Rigaud ont risqué leur vie pour venir en aide à des juifs durant la Seconde Guerre mondiale.
- Jihel, journaliste dessinateur auteur dans sa célèbre série Ciment de l'histoire de planches politiques sur Paul Marchandeau et Jean Joseph Ange d'Hautpoul en rapport avec la ville de Gaillac.
- La famille Thoéry, connue à Gaillac depuis le XVe siècle et qui a laissé son nom à la rue Toery.
- Famille Cavaillé-Coll.
- Barthélémy Cabrol, premier chirurgien d’Henri IV, mort à Gaillac en 1603.
- Michel Clouscard, athlète présélectionné aux jeux olympiques de 1948, philosophe, essayiste, sociologue enseignant-chercheur à l'Université de Poitiers
- Alain Emmanuel Dreuilhe (1949-1988), écrivain dont les cendres reposent au cimetière Saint-Jean de Gaillac.

### Héraldique
| Gaillac | Son blasonnement est : D'azur au coq d'or surmonté de trois fleurs de lys du même rangées en chef. |

### Expression
L’expression « Se perdre entre Gaillac et Rabastens » est utilisée dans le Sud-Ouest de la France pour désigner l’état d’ébriété d’une personne. Cette maxime ancienne vient de Lisle-sur-Tarn, située entre les deux villes : on y disait que les gens ivres n'avaient pas su choisir entre les deux vins et avaient dû les redéguster à plusieurs reprises.